# Bélgica
Bélgica (en neerlandés: Belgiëⓘ; en francés: Belgiqueⓘ; en alemán: Belgienⓘ), oficialmente Reino de Bélgica, es uno de los veintisiete Estados soberanos que forman la Unión Europea, situado en Europa noroccidental. El país cubre una superficie de 30 528 km² y poseía en el año 2023 una población de 11 754 004habitantes. Su capital y la conurbación más poblada es Bruselas, mientras que su ciudad (municipio) más poblada es Amberes.
Bélgica es un Estado multilingüístico con tres lenguas oficiales: el 57 % de su población, en la Región de Flandes principalmente, habla neerlandés, mientras que cerca del 42 % habla francés (en la región de Valonia, al sur, y en la Región de Bruselas-Capital, una región oficialmente bilingüe que acoge una mayoría de hablantes de francés). Menos de un 1 % de los belgas vive en la Comunidad germanófona, donde hablan alemán, junto a la frontera al este del país. A menudo, esta diversidad lingüística lleva a severos conflictos políticos y culturales, muy parecidos a los de otros países bilingües, reflejándose en la organización territorial de Bélgica y en su historia política.
Bélgica recibe su nombre de la denominación latina de la parte más septentrional de la Galia, Gallia Belgica, el cual, a su vez, procede de un grupo de tribus celtas, los belgas. Históricamente, Bélgica ha sido parte de los Países Bajos de los Habsburgo, los cuales incluían los actuales Países Bajos y el Gran Ducado de Luxemburgo, ocupando una región algo mayor que el moderno Benelux.
Desde finales de la Edad Media hasta el siglo XVII, fue un floreciente centro de comercio y cultura. Desde el siglo XVIII hasta la Revolución belga de 1830, Bélgica, en aquella época llamada los Países Bajos del Sur, fue el lugar de muchas batallas entre las potencias europeas y es por ello que se ha ganado el apodo de «el campo de batalla de Europa» o «la cabina de Europa».
Es uno de los miembros fundadores de la Unión Europea, cuyas instituciones principales[¿cuál?] están ubicadas en el país, así como de la OTAN. Su capital, Bruselas, es también la capital de facto de la Unión Europea.

## Etimología
El más antiguo uso de las voces Belga y Bélgica que nos ha llegado está en el De Bello Gallico de Julio César. En dicho libro, el conquistador romano dividía toda la Galia en tres partes: los galos propiamente tales, los aquitanos y los belgas. Estos últimos estaban separados de los galos por los ríos Sena y Marne. Durante el principado de Augusto (27 a. C.-14 d. C.), el general y político Marco Agripa dividió la Galia en tres provincias, asignando a una de ellas el nombre de Gallia Belgica. Esta se reorganizaría durante el imperio de Domiciano, quien la dividió a su vez en tres nuevas provincias, a saber: la Gallia Belgica y las dos Germanias. La Gallia Belgica se volvió a repartir más tarde en dos provincias: la Belgica Prima y la Belgica Secunda. La actual Bélgica tiene poco que ver con estas antiguas provincias romanas, ya que la mayor parte de su territorio se ubica en parte de la histórica Germania Inferior (más tarde, Germania Secunda) y otra parte en la Belgica Secunda.
Estos términos desaparecieron casi por completo después de las invasiones bárbaras y subsistieron solo en la pluma de algunos eruditos, mayormente clérigos. Volvieron a usarse en la segunda mitad del siglo IX, después de la escisión del imperio de Carlomagno, con la creación de la Lotaringia. Los clérigos de entonces, siguiendo una práctica común que consistía en utilizar los antiguos nombres latinos, usados por el Imperio, recuperaron la palabra Bélgica para designar al reino de Lotario II, en lugar del término Lotaringia, para designar al territorio situado entre la Gallia de Carlos el Calvo y la Germania de Luis el Germánico. Las denominaciones Belgae, Bélgica, Gallia Belgica desaparecieron de nuevo en el siglo XII, después de la desaparición de la Lotaringia.
Su nombre constitucional se traduce como Reino de Bélgica, la escritura y pronunciación en los tres idiomas oficiales es en neerlandés: Koninkrijk België, pronunciado /ˈkonɪŋkrɛɪk ˈbɛlɣiə/ⓘ; en francés: Royaume de Belgique y en alemán: Königreich Belgien, pronunciado /ˈkøːnɪçˌʁaɪ̯ç ˈbɛlɡi̯ən/ (escucharⓘ).

## Historia

### Prehistoria
Ya en el Cretácico superior se descubrió que los iguanodontes vivían en Europa. De hecho, el iguanodonte fue descubierto en el siglo XIX en las minas de carbón de Bernissart con una manada de más de treinta esqueletos fósiles, la mayoría de ellos casi completos. Estos fósiles se exponen actualmente en el Museo de Ciencias Naturales de Bruselas y en el Museo del Iguanodonte de Bernissart. Los vestigios humanos más antiguos de Bélgica se encontraron en el yacimiento de Belle-Roche, en Sprimont, y atestiguan una antigua ocupación de unos 500 000 años.

El hombre de Neandertal, descubierto en 1856, no tardó en recibir el nombre de la ciudad belga de Spy. Allí se identificaron en 1886 los restos de dos esqueletos humanos contemporáneos a los de Neanderthal: el Hombre de Spy. Ya en 1830 se habían encontrado restos humanos en Engis, pero no se reconocieron directamente como pertenecientes a un hombre fósil. Durante el siglo XX, se descubrieron numerosos yacimientos paleolíticos y mesolíticos en el valle del Mosa, principalmente en refugios rocosos y cuevas naturales (Hastière, Han-sur-Lesse, Sclayn), pero también en terreno abierto (Namur). Durante el Neolítico (alrededor del 4000 a. C. en Bélgica), la población humana se extendió a las mesetas de las Ardenas y del Condroz, así como a las llanuras de Flandes y Hesbaye: se han estudiado numerosos yacimientos de ocupación.

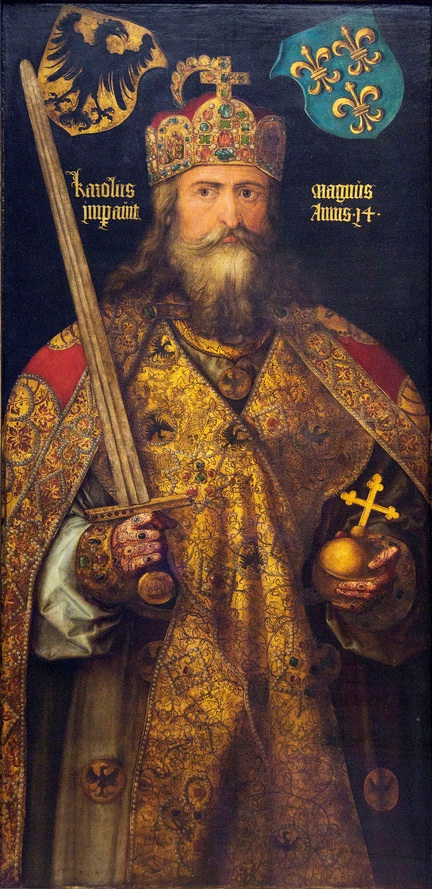
Carlomagno.

### Historia temprana
El área ocupada por Bélgica ha experimentado significativos cambios demográficos, políticos y culturales. El primero bien documentado fue la conquista de la región por la República Romana en el siglo I a. C., seguida en el siglo V por los francos germánicos. Estos establecieron el Reino Merovingio, que pasó a ser el Imperio carolingio en el siglo VIII. Durante la Edad Media, los Países Bajos estaban fragmentados en pequeños Estados feudales. La mayor parte de ellos se unió durante los siglos XIV y XV con la casa de Borgoña, formando los Países Bajos borgoñones. Estos Estados ganaron el estatuto de autonomía en el siglo XV y fueron conocidos desde entonces como las Diecisiete Provincias.

Las Diecisiete Provincias (zonas en tonos verdes) y el Obispado de Lieja (zona en naranja).

La historia de Bélgica se puede distinguir de la de los Países Bajos desde el siglo XVI. La Guerra de los Ochenta Años (1568-1648) provocó la división de las Diecisiete Provincias en las Provincias Unidas al norte y los Países Bajos del Sur al sur, siendo éstas gobernadas sucesivamente por los Habsburgo españoles y austriacos.

### La independencia
Hasta la independencia de Bélgica en 1830, los Países Bajos del Sur eran un territorio muy codiciado por los conquistadores, por lo que fueron el telón de fondo de la mayor parte de las guerras franco-españolas y franco-austriacas durante los siglos XVII y XVIII. Tras las campañas de 1794 de las Guerras Revolucionarias Francesas, los Países Bajos —que incluían territorios que nunca habían estado bajo dominio de los Habsburgo, como el Obispado de Lieja— fueron invadidos por Francia, terminando con el mando español y austriaco en aquella zona. En efecto, la reunificación de los Países Bajos como Reino Unido de los Países Bajos tuvo lugar a finales del Imperio francés, en 1815, tras las campañas de Napoleón.

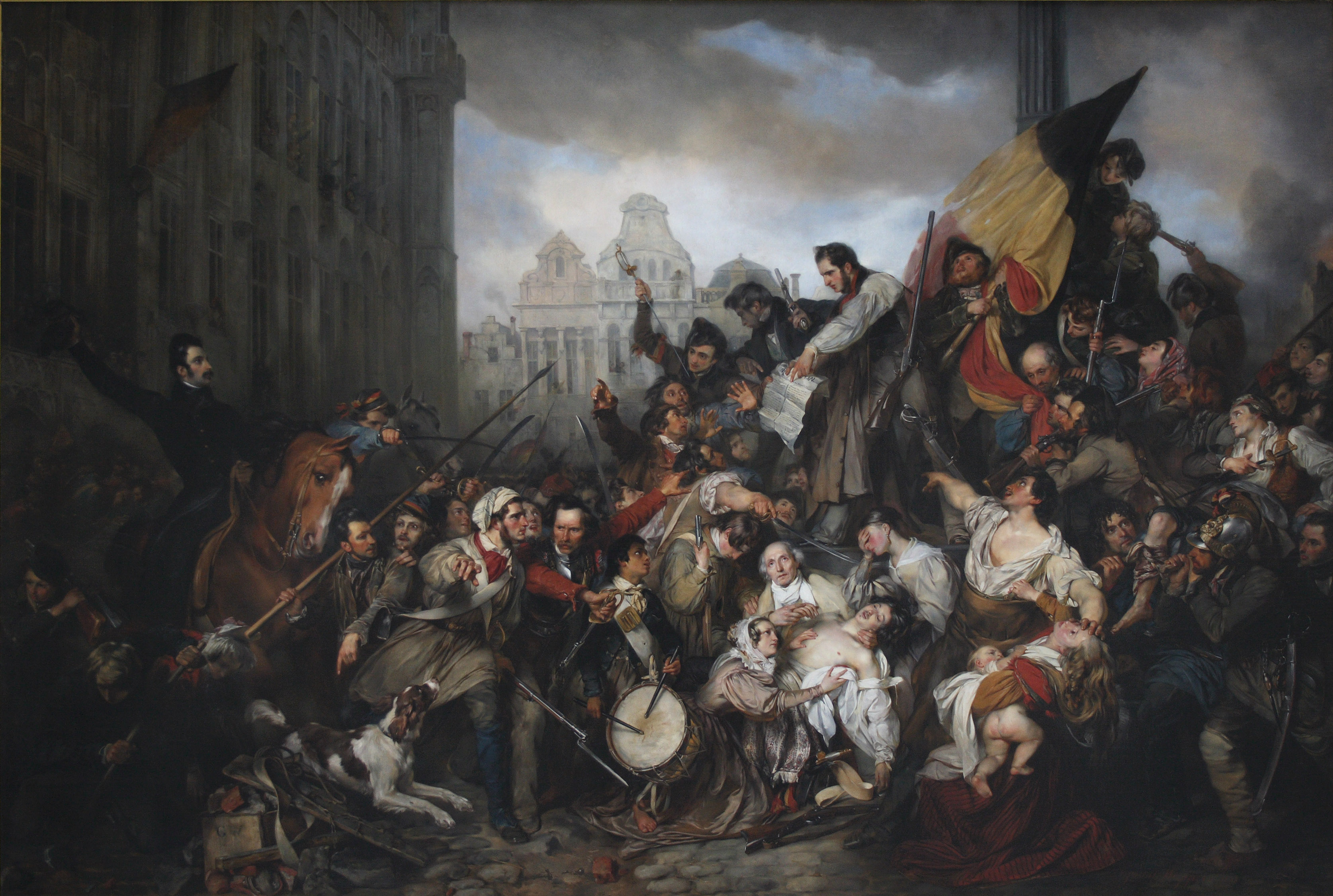
Episodio de la Revolución belga de 1830. Cuadro de Gustave Wappers.

El triunfo de la Revolución belga de 1830 para independizarse de los Países Bajos se decidió en la capital, Bruselas, en las llamadas Cuatro Jornadas de Bruselas, bajo un Gobierno Provisional, cuyo miembro más influyente era Charles Rogier y con la dirección militar como comandante en jefe del exiliado español Juan Van Halen. La breve contienda llevó a la fundación de una Bélgica independiente, católica y neutral bajo un gobierno provisional.
Desde la instauración de Leopoldo I como rey en 1831, Bélgica ha sido una monarquía constitucional y una democracia parlamentaria. Entre la independencia y la II Guerra Mundial, el sistema democrático evolucionó de una oligarquía caracterizada por dos partidos principales, los católicos y los liberales, a un sistema de sufragio universal que ha incluido un tercero, el Partido Socialista, y un papel fuerte para los sindicatos. En sus orígenes, el francés, que era la lengua de la nobleza y la burguesía, era la lengua oficial. Desde entonces, el país ha desarrollado un sistema bilingüe en neerlandés y francés.

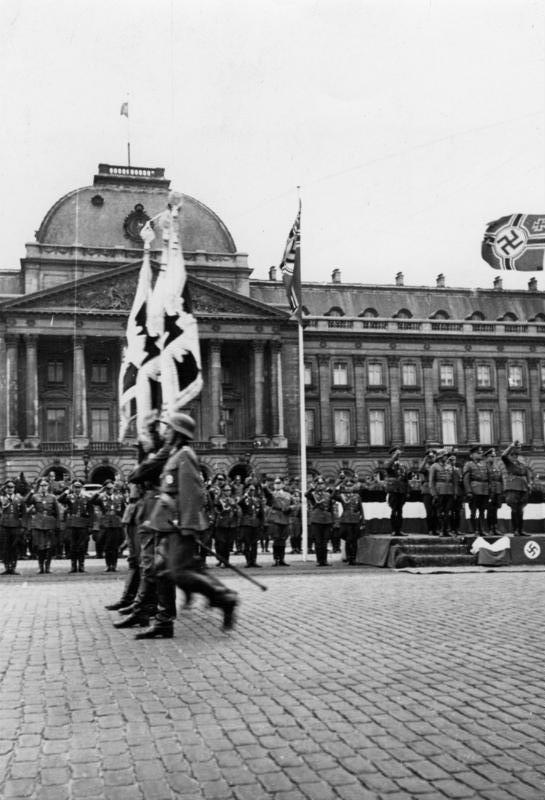
Soldados alemanes desfilando frente al Palacio Real de Bruselas durante 1940. En las dos guerras mundiales Bélgica fue invadida por Alemania.

En la Conferencia de Berlín de 1885 se acordó entregar el Congo al rey Leopoldo II como posesión privada, llamada Estado Libre del Congo. En 1908, se cedió a Bélgica como colonia, pasándose a llamar Congo Belga. La neutralidad de Bélgica se quebrantó en 1914, cuando Alemania invadió Bélgica como parte del Plan Schlieffen. Las antiguas colonias alemanas de Ruanda-Urundi —que ahora son Ruanda y Burundi— fueron ocupadas por el Congo Belga en 1916. La Sociedad de Naciones las transfirió a Bélgica en 1924. Bélgica fue invadida de nuevo por Alemania en 1940, durante la Blitzkrieg. Estuvo ocupada hasta el invierno de 1944-45, en que fue liberada por las tropas Aliadas. El Congo Belga accedió a la independencia en 1960, durante la crisis del Congo, mientras que Ruanda-Urundi se independizó en 1962.

### Primera y Segunda Guerra Mundial
La batalla de Lieja fue el inicio de la invasión alemana de Bélgica y la primera batalla de la Primera Guerra Mundial. Ello supuso un nuevo estímulo a la identidad flamenca que comenzó a gestarse durante el siglo XIX y que recibió un impulso político por parte del Gobierno de ocupación alemán; durante la Segunda Guerra, toda la región del Benelux (Bélgica, los Países Bajos y Luxemburgo) fue ocupada por la Alemania nazi.
Durante el siglo XX, y especialmente desde la II Guerra Mundial, la historia de Bélgica ha estado dominada cada vez más por la autonomía de sus dos comunidades principales. Este periodo ha visto un aumento en las tensiones intercomunales y la unión del Estado belga se ha puesto en cuestión. Mediante reformas constitucionales en los años 1970 y 1980, la regionalización del Estado unitario condujo al establecimiento de un sistema federal estructurado en tres niveles, a la creación de comunidades lingüísticas y de gobiernos regionales y a la ratificación de un acuerdo concebido para minimizar las tensiones lingüísticas. Hoy en día, estas entidades federadas tienen más poder legislativo que el parlamento bicameral nacional, mientras que el gobierno nacional aún controla casi toda la recaudación de impuestos, cerca del 80 % de las finanzas de los gobiernos comunitarios y regionales, y el 100 % de la seguridad social.

### De la Bélgica unitaria al Estado federal
En 1830, Bélgica se separa de los Países Bajos, con los que había formado el Reino Unido de los Países Bajos durante quince años. La razón por la que Bélgica se independiza tiene unas bases lingüísticas. Es decir, la zona que constituye la Bélgica actual había sido dominada durante mucho tiempo por los franceses, por lo que toda la burguesía administrativa flamenca se había afrancesado. Sin embargo, cuando se une esta zona a los Países Bajos, la élite administrativa flamenca, de mayoría francófona, es destituida y reemplazada por personas neerlandófonas, generalmente venidas de los Países Bajos. Por ello, ya a partir de los primeros años del Reino Unido, la élite administrativa va perdiendo la confianza en el rey y la Unión. Cuando el rey empieza además a promulgar medidas proteccionistas contra las industrias meridionales para fomentar el desarrollo industrial de la zona septentrional, también pierde el apoyo de la élite industrial, en su mayor parte valones, y se produce la Revolución Brabanzona.
Por aquel entonces, según estima D’Haveloose (2000), Bélgica contaba con 4 millones de habitantes, de los que más o menos 2 200 000 hablaban neerlandés y más o menos 1 700 000 francés. Sin embargo, el nuevo Estado se define a partir de sus inicios como unitario y francófono, aunque la mayoría de la población hablaba neerlandés y el país constaba de dos partes económica y culturalmente diferentes. Entonces, la política lingüística de la época no tiene que verse tanto en términos de quién constituía la mayoría de la población, sino en términos de que la élite burguesa, que controlaba la política por el sufragio tributario, se expresaba en francés.
Sin embargo, gradualmente los flamencos se van oponiendo a la injusticia lingüística, por lo que, en 1889, se adopta la Ley de la Igualdad que estipulaba que el neerlandés y el francés fueran las lenguas oficiales del país. Durante la Primera Guerra Mundial, surge el Movimiento del Frente que quería acabar con el predominio del francés y hacer de Flandes un territorio monolingüe neerlandófono, un proceso que se va llevando a cabo entre 1932 y 1968.
El año 1963 es otro momento clave, porque entonces se adoptan unas leyes que dividían el país en zonas lingüísticas. Antes, el censo contaba cuántas personas hablaban francés, neerlandés o alemán en un municipio y el municipio se organizaba o bien en la lengua de la mayoría o en ambas, lo que originaba un aumento de los pueblos francófonos y bilingües.
La división del país en unas zonas neerlandófona, germanófona y francófona era un asunto muy delicado. Surgen muchas protestas, puesto que en la frontera lingüística convivían los dos grupos lingüísticos y además en el sistema anterior los habitantes tenían el derecho a ser atendidos en las dos lenguas. Para encontrar una solución de estos problemas, en 27 municipios que están en una de las fronteras lingüísticas se sigue no aplicando el principio de territorialidad. Asimismo, como en seis pueblos flamencos alrededor de Bruselas vivían muchos francófonos, por lo que, antes, la administración era bilingüe, se les dan facilidades lingüísticas. Por tanto, en muchos aspectos, el año 1963 no representa tanto muchos cambios, sino que más bien significa la consolidación de una vez por todas del statu quo.

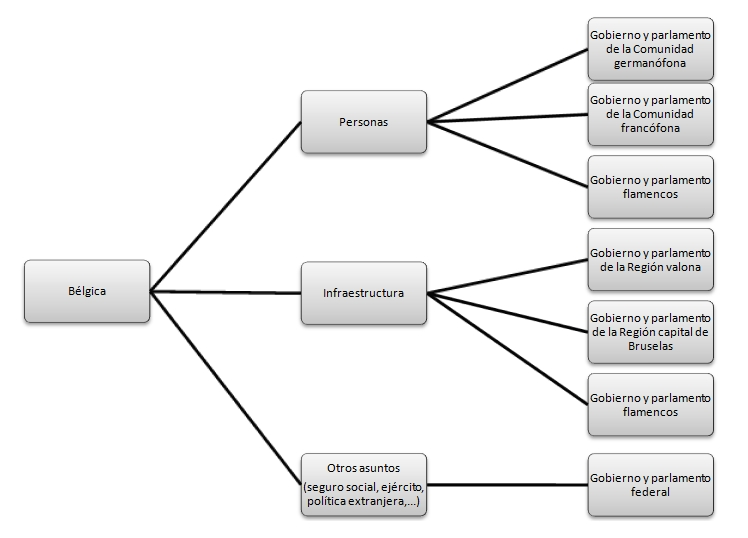
Organización estatal de Bélgica.

Según Peiren (1993), la instauración de esas zonas se va experimentando gradualmente, en contradicción con la estructura unitaria del país, por lo que una federalización era necesaria. Además habían surgido partidos políticos flamencos nacionalistas que insistían en la cuestión lingüística, como el Volksunie. Asimismo, en el seno de los partidos políticos nacionales surgían visiones fundamentalmente diferentes, lo que lleva a la organización regional de los mismos. Al mismo tiempo, muchas personas de ambas partes del país estaban convencidas de que sería mejor para todos si ciertos aspectos de la organización estatal fueran regionalizados. Según Willemyns (2002) ese sentimiento se origina por dos factores: uno es que durante el siglo XIX y la primera parte del siglo XX es Valonia la que poseía el mayor desarrollo industrial, pero a partir de los años 50-60, Flandes también empieza a desarrollarse industrialmente. Al mismo tiempo, la infraestructura de Valonia, que databa del siglo XIX, necesitaba ser actualizada, lo que genera una recesión de la cual hasta la fecha de hoy la zona no se ha recuperado. También existían diferencias ideológicas entre ambas partes del país, es decir, mientras que Valonia era claramente socialista (Parti Socialiste), Flandes era la base del poder del partido popular católico democrático (Christelijke VolksPartij). A raíz de esas diferencias, empieza en 1970 la federalización de Bélgica, un proceso que se va llevando a cabo principalmente entre dicho año y 1993.
En 1970, la demanda principal de los flamencos era la autonomía cultural, mientras que los valones insistían en una autonomía económica para fomentar su industria y garantías de que en la Bélgica federal, su situación demográfica y económica no sería marginada. El resultado de esas negociaciones fue la creación, por una parte, de tres comunidades culturales (la de habla neerlandesa, la francófona y la de habla germana) y, por otra, de tres Regiones (Flandes, Valonia y la Región capital de Bruselas). Además, se incorporaron en la Constitución garantías para proteger a la minoría francófona. Las reformas del Estado siguientes (1980, 1988 y 1993) extendieron las competencias de las regiones y comunidades hasta llegar a la organización del Estado actual.
A partir de los años 1970, la región flamenca se convirtió en la más productiva del país, en contraste con la declinación de Valonia, producto de la desinversión relativa de empresas cartelizadas. La tendencia comenzó a revertirse en la década de 1990, con una mayor igualdad entre ambas regiones.
Bélgica desempeñó un papel de primer orden en la creación de la Unión Europea a partir de la conformación del Benelux en 1944, cuya puesta en práctica comenzó en 1948, la Comunidad Europea del Carbón y del Acero en 1951 y los Tratados de Roma en 1957.
Desde 1949, además, es parte integrante de la OTAN; como tal tuvo gran importancia durante la Guerra Fría.

### SigloXXI
Tropas belgas participaron de las operaciones militares en la antigua Yugoslavia, así como en Libia y en Afganistán.
El país sufrió los atentados de Bruselas de 2016, donde fueron atacados con bombas el aeropuerto y el metro, dejando 35 muertos y 340 heridos.
El barrio bruselense de Molenbeek-Saint-Jean fue residencia de Hassan El Haski, uno de los autores de los atentados del 11 de marzo de 2004 en Madrid.

## Política y gobierno
Bélgica es una monarquía federal constitucional y parlamentaria, que tras la Segunda Guerra Mundial evolucionó de un Estado unitario a una federación. El parlamento bicameral está formado por un Senado y una Cámara de Representantes. El Senado es una mezcla de políticos mayores elegidos directamente y de representantes de las comunidades y las regiones, mientras que la Cámara de Representantes representa a todos los belgas mayores de dieciocho años en un sistema de representación proporcional. Bélgica es uno de los pocos países en donde votar es obligatorio, y por ello tiene una de las tasas más altas de participación electoral del mundo.
El gobierno federal, nombrado formalmente por el rey, debe tener la confianza de la Cámara de Representantes. Está encabezado por el primer ministro. Los números de ministros hablantes de francés y de neerlandés deben ser iguales, tal como lo prescribe la Constitución. El rey o reina es el jefe de Estado, aunque tiene prerrogativas limitadas. El poder verdadero se les confiere al primer ministro y a los diferentes gobiernos del país. El sistema judicial está basado en el derecho civil y proviene del Código Napoleónico. El Tribunal de Apelaciones está un nivel por debajo de la Corte de Casación, una institución basada en la Corte de Casación francesa.
Las instituciones políticas de Bélgica son complejas; la mayoría de los poderes políticos están organizados alrededor de la necesidad de representar a las principales comunidades lingüísticas. (Véase más abajo) Los partidos más importantes de cada comunidad pertenecen a tres familias políticas principales: los liberales, los democristianos y los socialdemócratas. Otros partidos importantes, aunque más jóvenes, son los dos partidos Verdes (Ecolo y Groen!) y, particularmente en Flandes, los partidos nacionalistas de ultraderecha. Influyen en la política varios grupos de presión, como los sindicatos y la Federación de Empresas de Bélgica.
El rey actual, Felipe, sucedió a su padre Alberto II por la abdicación de este en 2013. Las arcas públicas son las que mantienen a la familia real, se anunció que para 2014 un total de 38 742 000 euros del erario público serían empleados para financiar la jefatura real del Estado, en dotaciones personales o remuneraciones que cada miembro de la familia real reciba, y las partidas que diferentes ministerios dedican a la misma. Desde 1999, el primer ministro Guy Verhofstadt, del VLD, ha encabezado una coalición de seis partidos, Liberal-Socialdemócrata-Verde, que es llamada con frecuencia «el gobierno arco iris». Este ha sido el primer gobierno sin democristianos desde 1958. Los resultados de las elecciones de 2003 permitieron a Verhofstadt realizar un segundo mandato, liderando una coalición liberal-socialdemócrata cuatripartita. En los últimos años, también se ha registrado un constante ascenso del partido flamenco separatista de ultraderecha Vlaams Blok, actual Vlaams Belang.

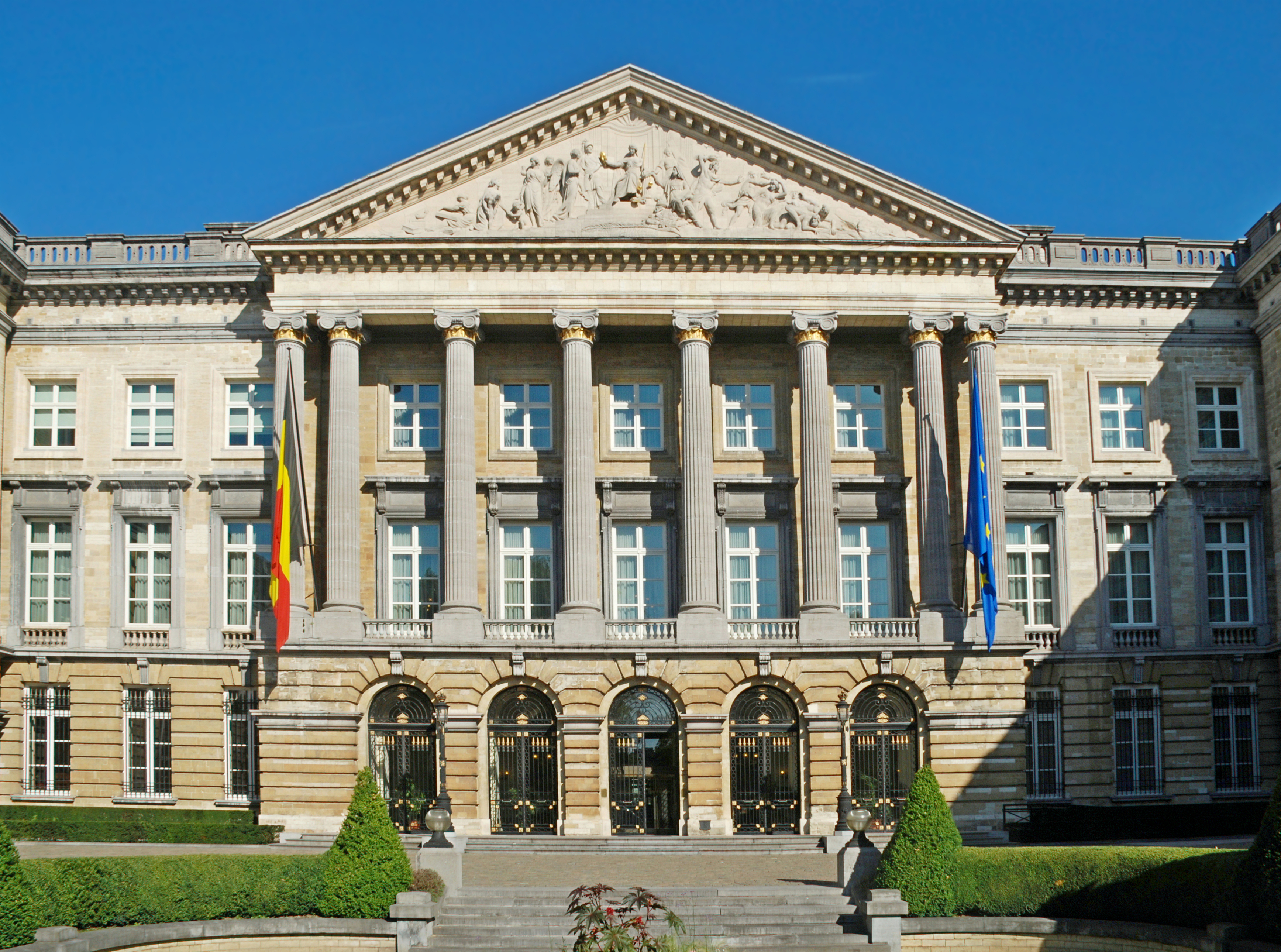
Imagen del Parlamento Federal de Bélgica en Bruselas.

Un logro significativo de las dos legislaturas consecutivas de Verhofstadt ha sido el hecho de conseguir unos presupuestos equilibrados. Bélgica es uno de los pocos Estados miembros de la UE que lo ha conseguido. Durante la década de 1990, esta política se fue aplicando por los sucesivos gobiernos, bajo presión del Consejo Europeo. La caída del gobierno anterior a Verhofstadt se debió principalmente a la crisis de las dioxinas, un importante escándalo de intoxicación alimentaria en 1999, que condujo al establecimiento de la Agencia Federal para la Seguridad de la Cadena Alimentaria.
Este acontecimiento resultó en una representación inusualmente grande de los Verdes en el parlamento, y en un mayor énfasis en la política medioambiental durante el primer mandato de Verhofstadt. Una política Verde, por ejemplo, dio lugar a la legislación sobre el abandono de la energía nuclear, que ha sido modificada por el gobierno actual. La ausencia de democristianos en las filas del gobierno ha permitido a Verhofstadt abordar los asuntos sociales desde un punto de vista más liberal y desarrollar nuevas leyes sobre el uso de drogas suaves, el matrimonio del mismo sexo y la eutanasia. Durante las dos últimas legislaturas de Verhostadt, el gobierno ha promovido una diplomacia activa en África, se ha opuesto a intervenir militarmente durante la guerra de Irak, y ha aprobado una ley sobre crímenes de guerra. Ambos mandatos de Guy Verhofstadt estuvieron marcados por disputas entre las comunidades belgas. Los puntos más controvertidos fueron las rutas nocturnas del tráfico aéreo del Aeropuerto Internacional de Bruselas y la situación legal del distrito electoral de Bruselas-Halle-Vilvoorde.

### Relaciones exteriores
Bélgica es un país de Europa y miembro de las principales organizaciones internacionales, como la Unión Europea y la OTAN, que tienen su sede en Bruselas (Bélgica).
Como Estado federal, y de acuerdo su legislación las Comunidades y Regiones tienen sus propias relaciones exteriores y pueden celebrar tratados por sí mismas.

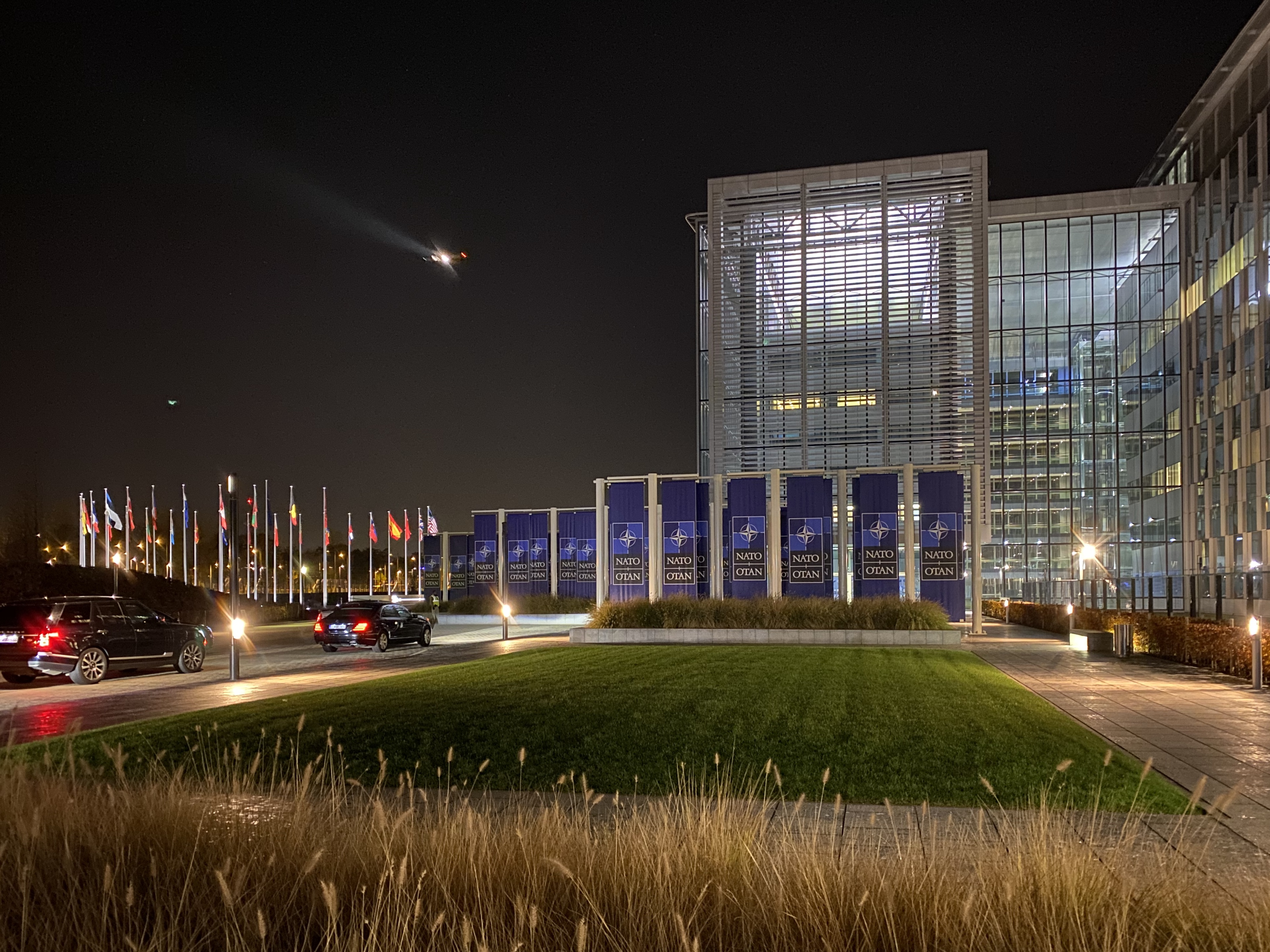
Sede de la OTAN en Bruselas

Debido a su ubicación en la encrucijada de Europa Occidental, Bélgica ha sido históricamente la ruta de los ejércitos invasores de sus vecinos más grandes. Con unas fronteras prácticamente indefensas, Bélgica ha intentado tradicionalmente evitar el dominio de las naciones más poderosas que la rodean mediante una política de mediación. El Concierto de Europa sancionó la creación de Bélgica en 1831 con la condición de que el país permaneciera estrictamente neutral.
Esta política de neutralidad terminó tras la experiencia de la ocupación alemana durante la Primera Guerra Mundial. En los años anteriores a la Segunda Guerra Mundial, Bélgica intentó volver a una política de neutralidad, pero una vez más, Alemania invadió el país. En 1948, Bélgica firmó el Tratado de Bruselas con el Reino Unido, Francia, los Países Bajos y Luxemburgo, y un año después se convirtió en uno de los miembros fundadores de la Alianza Atlántica.
Los belgas han sido firmes defensores de la integración europea, y la mayoría de los aspectos de su política exterior, económica y comercial se coordinan a través de la Unión Europea (UE), que tiene su sede principal (la Comisión Europea, el Consejo de la Unión Europea y las sesiones del Parlamento Europeo) en Bruselas. La unión aduanera de posguerra de Bélgica con los Países Bajos y Luxemburgo preparó el camino para la formación de la Comunidad Europea (precursora de la UE), de la que Bélgica fue miembro fundador.

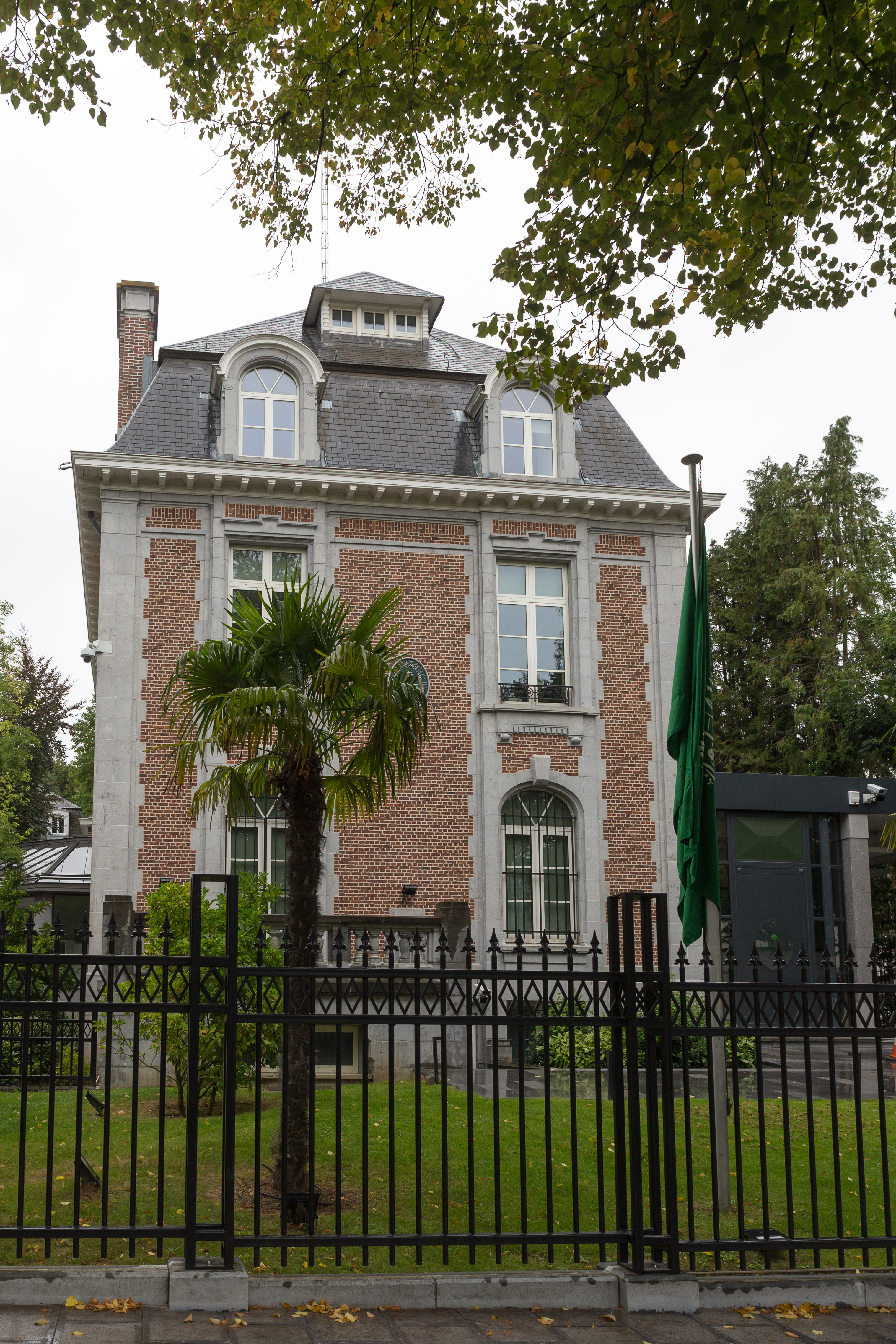
Embajada de Arabia Saudita en Bélgica

Asimismo, la supresión de los controles fronterizos internos en el Benelux fue un modelo para el Acuerdo de Schengen más amplio, que hoy está integrado en el acervo comunitario y tiene como objetivo las políticas comunes de visados y la libre circulación de personas a través de las fronteras comunes. Al mismo tiempo, los belgas, al percibir su diminuto papel en la escena internacional, son firmes defensores de reforzar la integración económica y política dentro de la UE. Bélgica busca activamente la mejora de las relaciones con las nuevas democracias de Europa Central y oriental a través de foros como la Organización para la Seguridad y la Cooperación en Europa, los acuerdos de asociación de la UE y la Asociación para la Paz de la OTAN con los países del antiguo Pacto de Varsovia y varios otros.
Bélgica sigue siendo un firme defensor de la OTAN. Coopera estrechamente con Estados Unidos en el marco de la alianza, además de apoyar los esfuerzos de defensa europeos a través de la Unión Europea Occidental (UEO). Tanto la OTAN (desde 1966) como la UE tienen su sede en Bruselas; el SHAPE (Cuartel General Supremo de las Potencias Aliadas en Europa) está en el sur del país, cerca de Mons. Desde enero de 1993, la UEO tiene su sede en Bruselas.

Bélgica ha sido uno de los más firmes defensores de la OTAN desde la creación de la alianza en 1949. Tras haber sufrido dos invasiones en dos guerras mundiales, Bélgica era consciente de sus necesidades de seguridad y de las limitaciones de sus medios de autodefensa. Por eso los dirigentes de esa nación comenzaron a pedir la formación de una alianza defensiva poco después de la liberación de Bélgica al final de la Segunda Guerra Mundial. En marzo de 1948, Bélgica se unió a Francia, Luxemburgo, los Países Bajos y Gran Bretaña en un acuerdo para establecer un sistema de defensa conjunto. Este acuerdo, conocido como el Tratado de Bruselas, fue un reconocimiento de que las respuestas nacionales individuales a la amenaza de agresión eran inadecuadas y que era necesario un esfuerzo de defensa unido para la seguridad mutua.

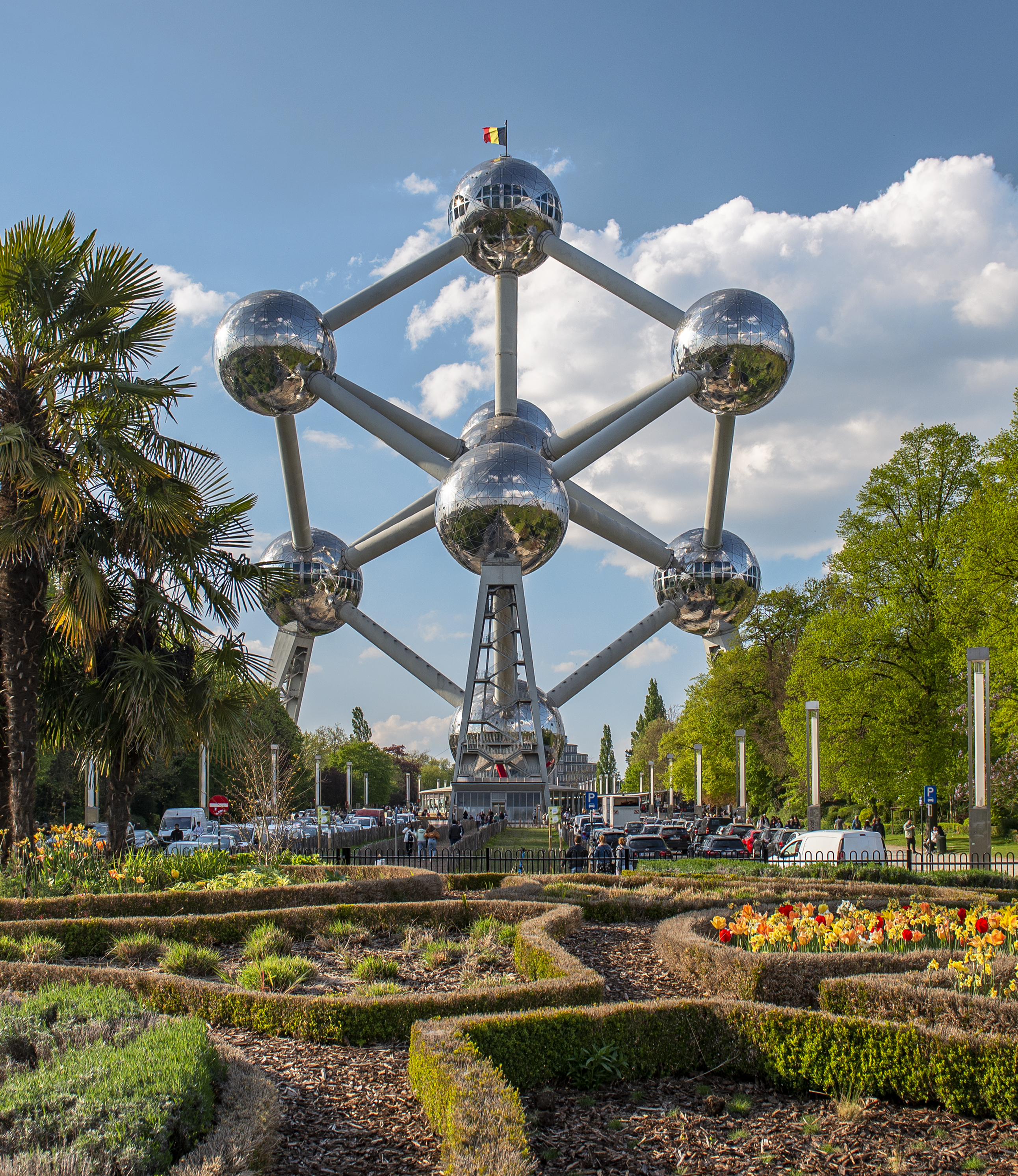
Atomium en Bruselas

En 1948, después de que varios estados europeos expresaran su preocupación por el hecho de que el Tratado de Bruselas tuviera un alcance y una eficacia demasiado limitados, el primer ministro de Canadá pidió un sistema de defensa mutua que incluyera a Europa Occidental y a América del Norte. El 4 de abril de 1949, el ministro de Asuntos Exteriores de Bélgica se unió a los representantes de Gran Bretaña, Canadá, Dinamarca, Francia, Islandia, Italia, Luxemburgo, Países Bajos, Noruega, Portugal y Estados Unidos para firmar el tratado que constituía la OTAN. Grecia y Turquía se convirtieron en miembros en 1952, Alemania Occidental se unió a la alianza en 1955, y España se convirtió en miembro en 1982. El tratado estableció la OTAN como una alianza política multilateral que vincula a sus miembros con obligaciones de defensa mutua y cooperación económica.

### Defensa

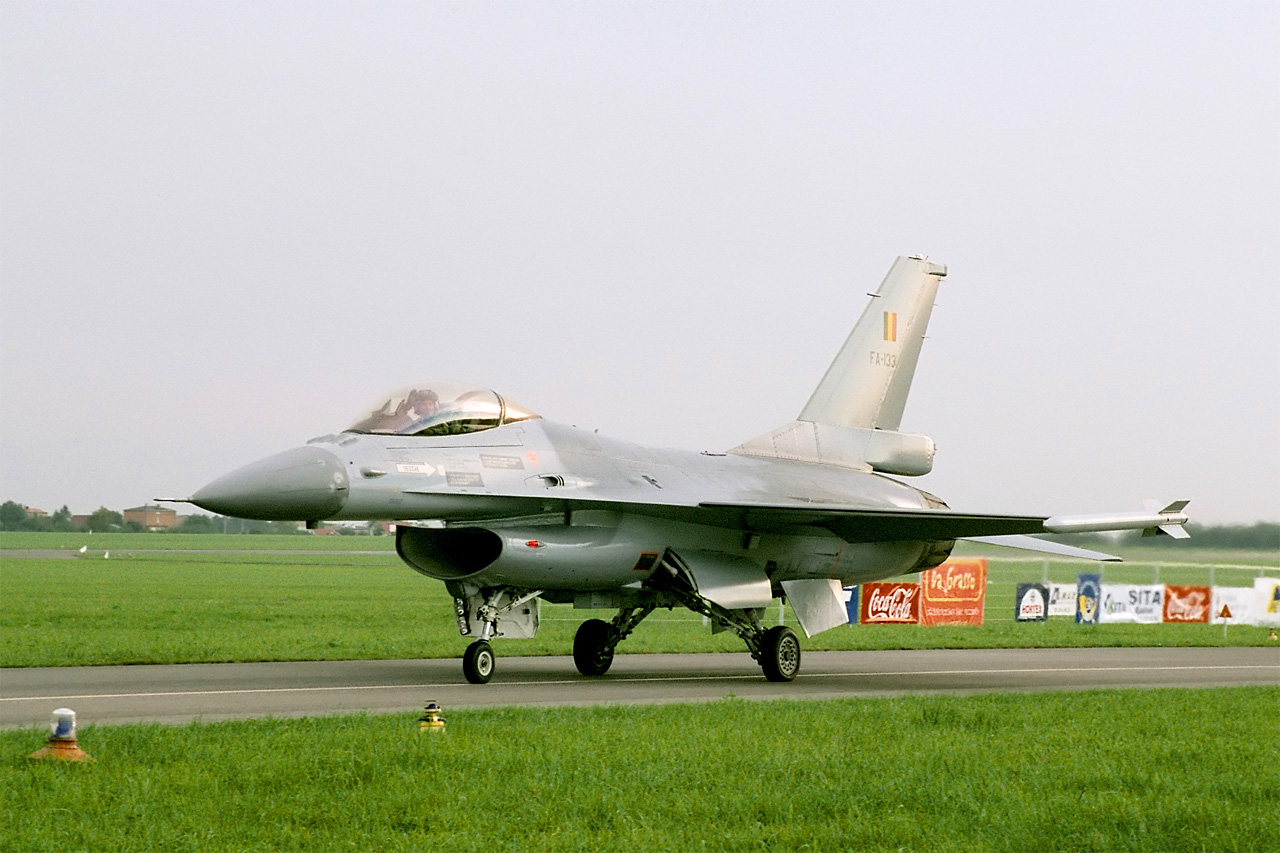
Un avión de combate F-16 de la anteriormente conocida como Fuerza Aérea belga, denominada hoy en día Componente dentro de su Ejército Nacional.

La defensa del país recae en el Ejército Belga, que tiene como misión mantener la integridad territorial del país, conservar la independencia y hacer cuidar y respetar la Constitución y las leyes. Su comandante en jefe es el ministro de Defensa, y en caso de guerra el primer ministro asume el mando.
Está dividido en tres componentes, cada uno con un comandante en jefe, quienes responden ante el Ministerio de Defensa. Estos son el Componente Terrestre, el Componente Marino y el Componente Aéreo. Cuenta además con un componente médico de sanidad integrado al ejército pero no dependiente de él, sumando un total de 39 400 efectivos.
El Ejército Belga responde ante la OTAN y forma parte de los Cascos Azules de las Naciones Unidas.

### Conflicto entre flamencos y valones
Bélgica se caracteriza por sus divisiones internas, especialmente entre la población flamenca (de habla neerlandesa) y la valona (de habla francesa). Por esta razón, por ejemplo, los censos que encuestan la lengua hablada de los habitantes están prohibidos desde 1961, para no fomentar repetidamente nuevos conflictos sobre la adscripción de ciertos municipios situados en la frontera lingüística a una u otra región debido a los resultados estadísticos cambiantes. Para apaciguar la situación en estas zonas de lengua mixta en particular, se crearon en algunos casos municipios de facilidad con derechos especiales para las minorías (especialmente en el sector escolar).
«En general, las tensiones entre los dos grandes grupos étnicos de Bélgica han disminuido en la última generación. No hay un final a la vista para Bélgica», juzgó el historiador Christoph Driessen en su libro de 2018 Historia de Bélgica, señalando que los partidos separatistas eran minoritarios en Flandes y que prácticamente no quedaban aspiraciones separatistas en Valonia. A los belgas más jóvenes, así como a muchos inmigrantes, les preocupa menos la disputa lingüística que a las generaciones anteriores; siguen otros modelos de identificación en los que la cuestión de la pertenencia a uno u otro grupo lingüístico es menos importante.
El entusiasmo por el equipo totalmente belga en la Copa del Mundo de 2018, en la que Bélgica quedó en tercer lugar, también demostró que existe una cohesión interna belga. Sin embargo, se observa que, a pesar de las lecciones escolares obligatorias en la otra lengua nacional respectiva, un buen conocimiento del neerlandés apenas está extendido en Valonia y la fluidez en francés ha disminuido en Flandes en comparación con las generaciones anteriores. No solo en la estructura del Estado, sino también culturalmente, los dos grupos de población llevan una existencia muy separada. En el sector cultural, existe una marcada afinidad de Flandes con los Países Bajos y de Valonia con Francia. No obstante, se procura demostrar el multilingüismo de Bélgica en el ámbito político federal; por ejemplo, los políticos de alto nivel, especialmente en los puestos de gobierno, deben conocer (o aprender) la segunda lengua nacional para tener éxito, y el rey pronuncia sistemáticamente discursos dirigidos a todos los belgas en las tres lenguas oficiales.

### Policía

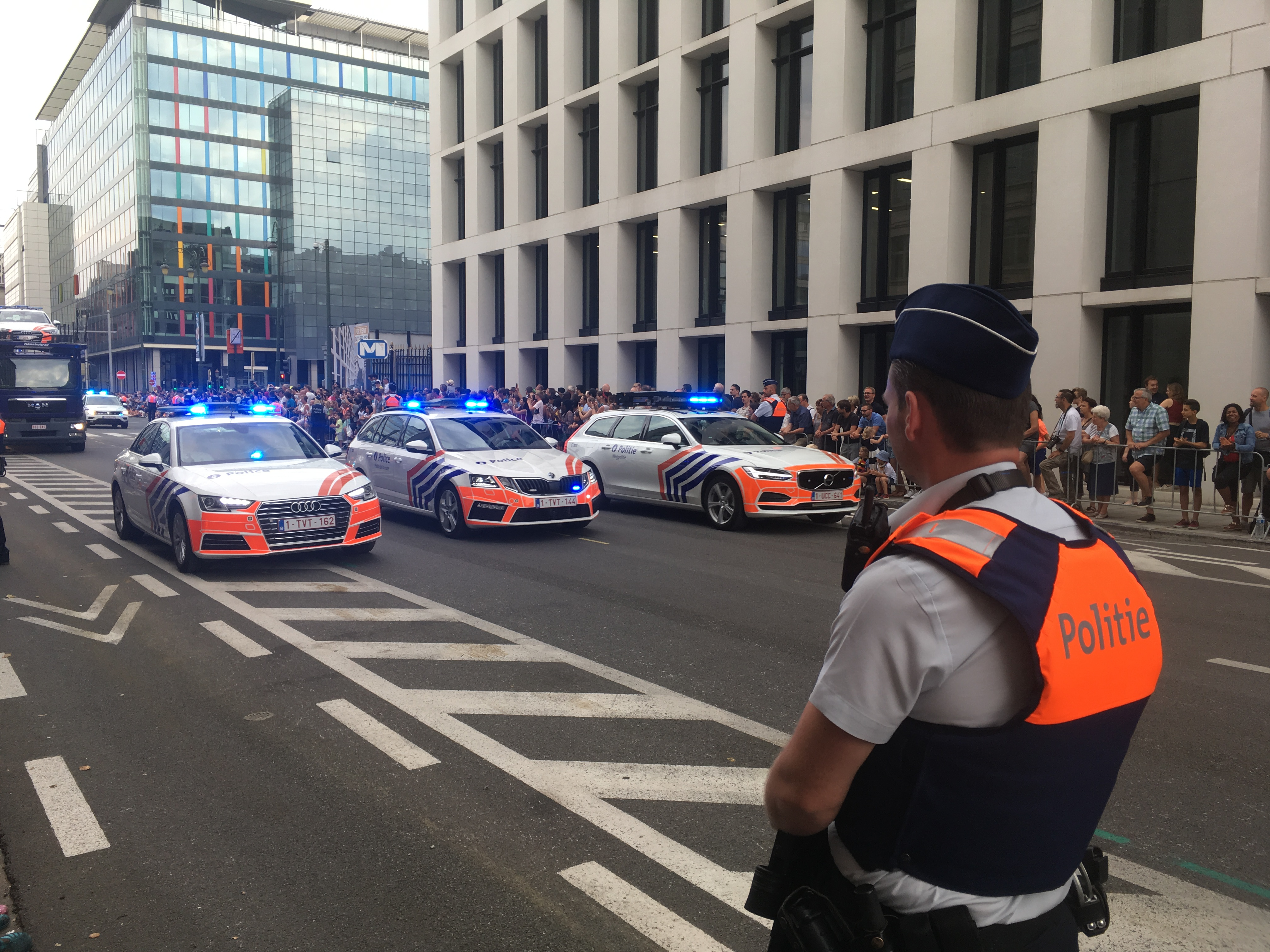
Desfile de vehículos de la Policía nacional en 2018

La policía en Bélgica es una autoridad pública encargada de hacer cumplir las leyes del país, mantener el orden público y prestar asistencia. También es el servicio de investigación de la fiscalía.
La policía integrada belga está estructurada en dos niveles: la policía federal y la policía local. La policía local está formada por 185 zonas policiales que operan en uno o varios municipios.
Hasta 1998, la gendarmería, la policía judicial de las fiscalías, la policía municipal y los servicios policiales más pequeños, como la policía ferroviaria, aérea y marítima, prestaban los servicios policiales en Bélgica. Su desconfianza mutua y la actitud a menudo hostil dieron lugar a una organización caótica en los años ochenta, que no pudo hacer frente a los robos extremadamente violentos de la banda de Nijvel y a los actos terroristas de las llamadas Cellules Communistes Combattantes (C.C.C.). El drama de Heysel del 29 de mayo de 1985 demostró entonces que los servicios policiales no estaban en sintonía.
A raíz de una decisión del Consejo de Ministros del 26 de julio de 1985, se llevó a cabo una primera auditoría de la policía. En su informe, el grupo Team Consult afirmó que Bélgica carecía de una política policial y de seguridad coherente e integrada, que las responsabilidades estaban demasiado fragmentadas y que había poca coordinación. En consecuencia, el gobierno formuló medidas para mejorar el funcionamiento y la coordinación de los servicios policiales.
La comisión de investigación parlamentaria «Gang Commission» concluyó a finales de la década de 1980 que existía una mala coordinación entre las fuerzas policiales y que sus competencias se solapaban. El gobierno respondió con el Plan Pentecostés del 5 de junio de 1990, pero no se emprendió ninguna reforma de los servicios policiales. Se adoptó un enfoque integrado de la actividad policial y nació la Ley de Servicios Policiales (5 de agosto de 1992). Las elecciones federales del 24 de noviembre de 1991 (el llamado «domingo negro») pusieron las cosas en su sitio.
El caso Dutroux, en 1996, hizo otra mella en la confianza. Quedó claro que la gendarmería había fracasado en sus anteriores investigaciones sobre Dutroux, un fracaso atribuido a la guerra policial. El escándalo conmocionó a Bélgica. La opinión pública desconfió del «sistema» y el clamor alcanzó su punto máximo durante la Marcha Blanca del 20 de octubre de 1996. Tras la marcha, se instalaron dos nuevas comisiones parlamentarias de investigación para averiguar los hechos del asunto, los defectos y los responsables.

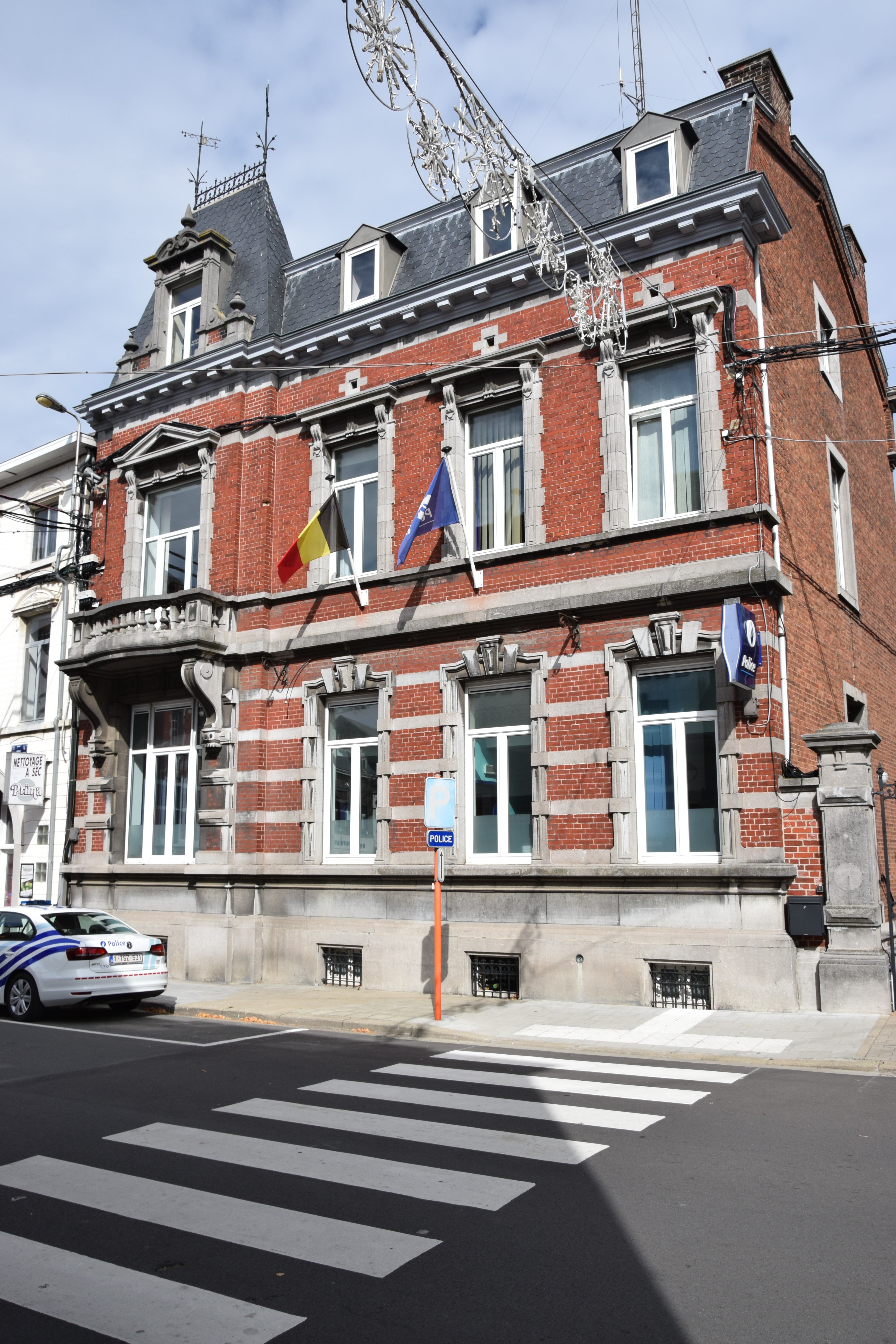
Estación de Policía en Waremme

La llamada Comisión Dutroux presentó su informe en abril de 1997. Además de un análisis del funcionamiento de la policía, recomendaba una reforma en un servicio policial integrado, estructurado en dos niveles. Es decir, una fusión de la policía judicial con las fiscalías (GPP), la policía municipal y la gendarmería. El gobierno rechazó la sugerencia y presentó su propio plan en octubre de 1997, optando no por una policía unitaria sino por una estructura policial con dos cuerpos de policía.
Con la fuga de Dutroux, en abril de 1998, de un juzgado en el que examinaba un expediente bajo la supervisión de la gendarmería, llegó el momento de una nueva remodelación del paisaje policial. Los cuatro partidos mayoritarios y los cuatro partidos de la oposición (excluido el Vlaams Blok) celebraron el acuerdo Octopus. Este acuerdo, concretado por la Ley del 7 de diciembre de 1998, creó una policía integrada a dos niveles. El nivel federal reunió a los antiguos servicios centrales de la gendarmería y a la antigua policía judicial en las fiscalías. El nivel local reunió a las antiguas brigadas territoriales de la gendarmería y al antiguo cuerpo de policía municipal.
Un nuevo logotipo para la policía integrada y un estilo propio para la policía federal y local distinguieron a la «nueva» policía de la «antigua».
La reforma policial no llegó allí a su punto final. Tras una auditoría de la policía federal en 2002, se constató que el funcionamiento de ésta era muy similar al de la antigua gendarmería, era demasiado burocrático y podía optimizarse. Se redujo el número de direcciones de cinco a tres y se otorgó al comisario general una función de gestión en lugar de coordinación. Mientras tanto, se animó a las zonas de policía local a lograr la máxima cooperación interzonal.
La llamada Ley Vesalius, proporcionó una «alfombra roja». Los inspectores jefes de policía nombrados en escalas salariales específicas podían, entre 2005 y 2011, ascender a comisario de policía a petición propia y previa evaluación satisfactoria. La ley Vesalius-bis prevé la posibilidad de convertir una serie de nombramientos en permanentes.
En 2014, se llevó a cabo una nueva reorganización a gran escala para reducir significativamente el número de funciones de mandato (mando) y, al mismo tiempo, permitir un uso más eficiente de los recursos financieros. La policía federal se centrará más en las capitales de provincia.

### Derechos humanos
En materia de derechos humanos, respecto a la pertenencia a los siete organismos de la Carta Internacional de Derechos Humanos, que incluyen al Comité de Derechos Humanos (HRC), Bélgica ha firmado o ratificado:
| Bélgica | Tratados internacionales | Tratados internacionales | Tratados internacionales | Tratados internacionales | Tratados internacionales | Tratados internacionales | Tratados internacionales | Tratados internacionales | Tratados internacionales    | Tratados internacionales | Tratados internacionales | Tratados internacionales | Tratados internacionales | Tratados internacionales    | Tratados internacionales | Tratados internacionales  | Tratados internacionales | Tratados internacionales |
| --- | ------------------------ | ------------------------ | ------------------------ | --- | ------------------------ | ------------------------ | ------------------------ | ------------------------ | --------------------------- | ------------------------ | ------------------------ | ------------------------ | ------------------------ | --------------------------- | ------------------------ | ------------------------- | ------------------------ | ------------------------ |
| Bélgica | CESCR                    | CESCR                    | CCPR                     | CCPR | CCPR                     | CERD                     | CED                      | CEDAW                    | CEDAW                       | CAT                      | CAT                      | CRC                      | CRC                      | CRC                         | CRC                      | MWC                       | CRPD                     | CRPD                     |
| Bélgica | CESCR                    | CESCR-OP                 | CCPR                     | CCPR-OP1 | CCPR-OP2-DP              | CERD                     | CED                      | CEDAW                    | CEDAW-OP                    | CAT                      | CAT-OP                   | CRC                      | CRC-OP-AC                | CRC-OP-SC                   | CRC-OP-CP                | MWC                       | CRPD                     | CRPD-OP                  |
| Pertenencia | Firmado y ratificado.    | Sin información.         | Firmado y ratificado.    | Bélgica ha reconocido la competencia de recibir y procesar comunicaciones individuales por parte de los órganos competentes. | Firmado y ratificado.    | Firmado y ratificado.    | Sin información.         | Firmado y ratificado.    | Firmado pero no ratificado. | Firmado y ratificado.    | Sin información.         | Firmado y ratificado.    | Firmado y ratificado.    | Firmado pero no ratificado. | Sin información.         | Ni firmado ni ratificado. | Firmado y ratificado.    | Firmado y ratificado.    |
| Firmado y ratificado, firmado, pero no ratificado, ni firmado ni ratificado, sin información, ha accedido a firmar y ratificar el órgano en cuestión, pero también reconoce la competencia de recibir y procesar comunicaciones individuales por parte de los órganos competentes. |                          |                          |                          | |                          |                          |                          |                          |                             |                          |                          |                          |                          |                             |                          |                           |                          |                          |

## Divisiones administrativas

Comunidades de Bélgica:
Comunidad flamenca / Idioma neerlandés
Comunidad flamenca y francesa / Área bilingüe
Comunidad francesa / Idioma francés
Comunidad germanófona / Idioma alemán

La ley del 15 de julio de 1993 se creó para establecer un único estado federal, basado en tres niveles:
- El gobierno federal, con sede en Bruselas.
- Las tres comunidades lingüísticas:
  - Comunidad flamenca (lengua neerlandesa)
  - Comunidad francesa (lengua francesa)
  - Comunidad germanófona (lengua alemana)
- Las tres regiones (que difieren de las comunidades lingüísticas con respecto a la Comunidad germanófona y la región de Bruselas):
  - Región Flamenca
  - Región Valona
  - Región de Bruselas-Capital

Los conflictos entre los diferentes órganos se resuelven por el Tribunal de arbitraje. Esta disposición permite un acuerdo entre las diferentes culturas para que puedan convivir en paz.
La Comunidad Flamenca absorbió la Región flamenca en 1980 para formar el gobierno de Flandes. La superposición de los límites de las Regiones y las Comunidades ha creado dos peculiaridades notables: el territorio de la Región de Bruselas-Capital está incluido tanto en la Comunidad francesa como en la flamenca, mientras que el territorio de la Comunidad germanófona está totalmente dentro de la Región Valona. Las regiones flamenca y valona están subdivididas a su vez en entidades administrativas menores, las provincias.
El nivel más alto de esta organización de tres niveles es el gobierno federal, que dirige los asuntos exteriores, las ayudas al desarrollo, la defensa, la policía, la gestión de la economía, el bienestar social, los transportes, la energía, las telecomunicaciones y la investigación científica, además de competencias limitadas en la educación y la cultura, y la supervisión de los impuestos de las autoridades regionales. El gobierno federal controla más del 90 % de todos los impuestos. Los gobiernos de las comunidades son responsables de la promoción de la lengua, la cultura y la educación en la mayoría de las escuelas, bibliotecas y teatros.
El tercer nivel lo constituyen los gobiernos regionales, que gestionan principalmente asuntos relacionados con las tierras y las propiedades, como la vivienda, el transporte, etc. Por ejemplo, el permiso para construir el edificio de una escuela en Bruselas que perteneciese al sistema de educación pública sería regulado por el gobierno regional de Bruselas. No obstante, la escuela como institución quedaría bajo regulación del gobierno flamenco si la lengua principal de enseñanza es la neerlandesa, y bajo el gobierno de la Comunidad francesa si la lengua principal es la francesa.

## Geografía
El territorio de Bélgica tiene una extensión de 30 528 km² y se divide geográficamente en tres regiones: la planicie costera al noroeste, la meseta central y las altiplanicies de la región de Ardenas al sureste. Siguiendo el ejemplo de los Países Bajos, la planicie costera ha ganado algunos espacios del mar del Norte por medio de diques y canales. La meseta central, en el interior, es un área lisa y de poca altitud, que tiene muchos valles fértiles y es irrigada por numerosas vías navegables. Aquí también hay estructuras de un relieve más áspero, como cuevas y pequeñas gargantas.
La región de las Ardenas es más accidentada que las otras dos. Es una meseta densamente boscosa, muy rocosa y no muy apta para el cultivo, que se extiende hasta el norte de Francia. Aquí es donde se concentra la mayoría de la fauna salvaje de Bélgica. En esta región se localiza el punto más alto de Bélgica, la Signal de Botrange, con solo 694 metros de altitud.

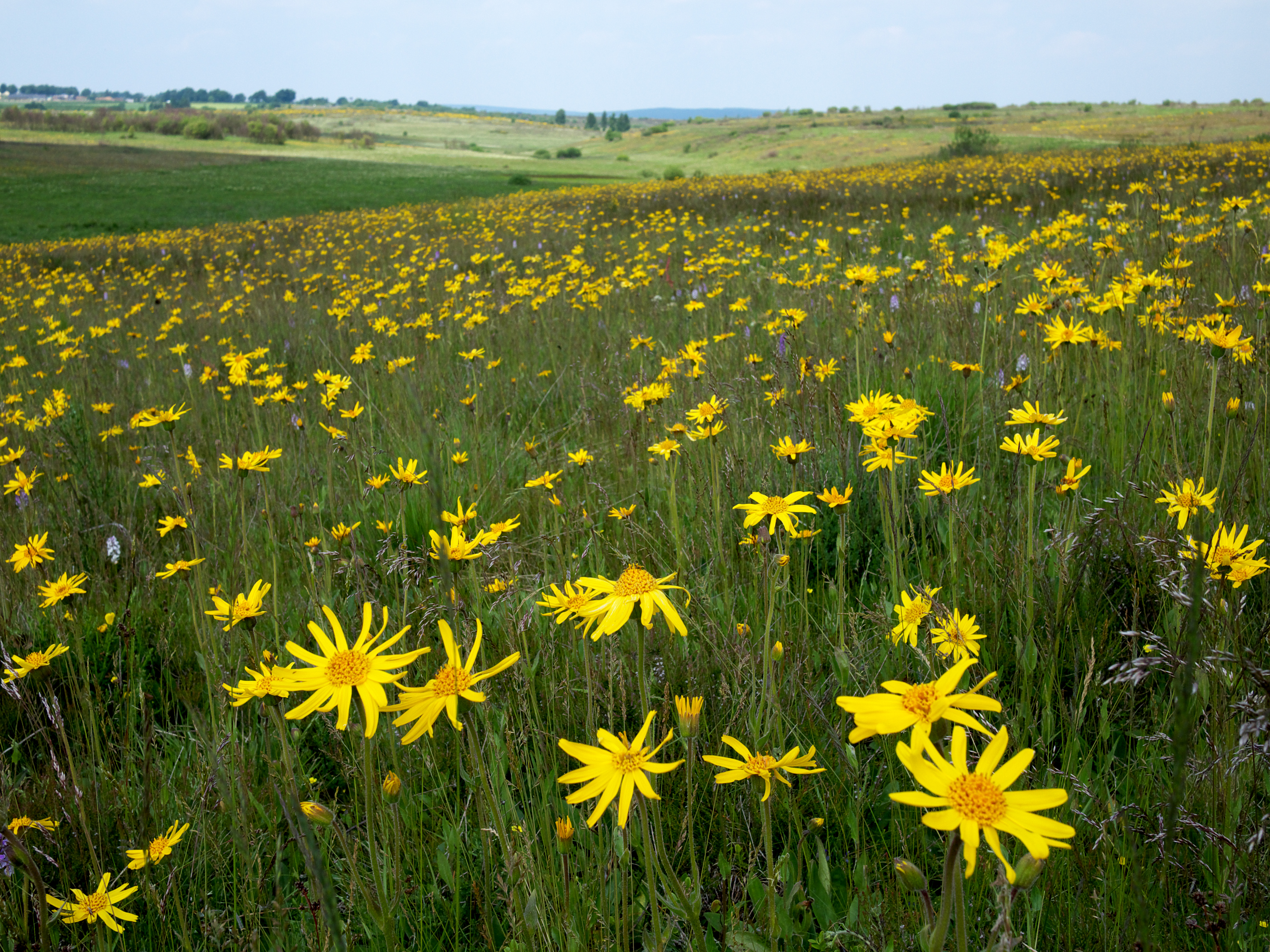
Flores de Arnica montana, una planta medicinal en el este de Bélgica

El clima es marítimo templado, con precipitaciones significativas durante todo el año (Clasificación climática de Köppen: Cfb; la temperatura media es de 3 °C en enero y de 18 °C en julio, y la precipitación media es 65 milímetros en enero y 78 milímetros en julio).
A causa de su elevada densidad de población y a su posición en el corazón de Europa Occidental, Bélgica se enfrenta a serios problemas medioambientales. Un informe de 2003 indicó que el agua de los ríos de Bélgica tenía la peor calidad de Europa, y que se situaba a la cola de los 122 países estudiados.

### Datos básicos
Con 376 hab/km² (2020), Bélgica es uno de los países más densamente poblados de Europa. Esto es aún más cierto en el caso de la región de Flandes, que cuenta con cerca del 60 % de la población en solo el 40 % de la superficie. La superficie total es de 30 528 km², lo que hace que Bélgica sea una cuarta parte más pequeña que los Países Bajos y ligeramente mayor que Lesoto y Armenia. Según el Real Instituto Belga de Ciencias Naturales (Koninklijk Belgisch Instituut voor Natuurwetenschappen), el territorio belga abarca 33 990 km², pero esto incluye las aguas territoriales belgas hasta las 12 millas náuticas en el Mar del Norte.
Bélgica tiene fronteras con Francia, Luxemburgo, Alemania, los Países Bajos y el Mar del Norte, lo que supone una frontera estatal de 1445.5 kilómetros.
El punto más alto es la señal de Botrange a 694 metros y el pueblo más alto es Rocherath (parte de Büllingen) a 655 metros.
El centro geográfico se encuentra en Nil-Saint-Vincent.[cita requerida]

### Geología y geomorfología
A raíz de la Transgresión Flandriana postglacial, se formaron muros de playa, que aún hoy están presentes como un cinturón cerrado de dunas de hasta 50 metros de altura en la costa belga. A continuación, hay una zona de marismas de entre 10 y 20 kilómetros de ancho.
Más al interior se encuentra el llamado Flussgeest. Aquí, los depósitos del abanico aluvial del Mosa se cubrieron con arenas de gran espesor durante el último período frío. En la campiña, ligeramente ondulada, se alternan campos y praderas con manchas de bosque y brezales; también se pueden encontrar turberas elevadas en algunos lugares. Al oeste de la línea Amberes-Bruselas se encuentra la amplia llanura de Flandes. En su parte norte también está cubierta por arenas, en el sur dominan los suelos arcillosos, más favorables para la agricultura. Aquí la llanura está dominada por una cadena suelta de colinas terciarias. Al oeste, la llanura media con la llanura estratificada del norte de Francia, formada en gran parte por sedimentos mesozoicos.
Los valles de los ríos Sambre y Mosa forman una frontera afilada en una zona de falla tectónica que separa las mesetas terciarias y cretácicas en el noroeste de las Ardenas como parte de las Montañas de Pizarra de Renania en el sureste. Las Ardenas, muy boscosas, están formadas por pizarras paleozoicas, areniscas, grauvacas y cuarcitas de diferente resistencia. En Bélgica alcanzan una altura de 694 metros con el Botrange en las Altas Fagnes.
La zona de falla del surco de Haine-Sambre-Maas es rica en depósitos de hulla. Allí, en la cuenca carbonífera del norte de Francia, se estableció, a partir de 1830, el primer distrito minero y de industria pesada de Europa continental. A partir de 1901, también se desarrolló la cuenca carbonífera de Limburgo.

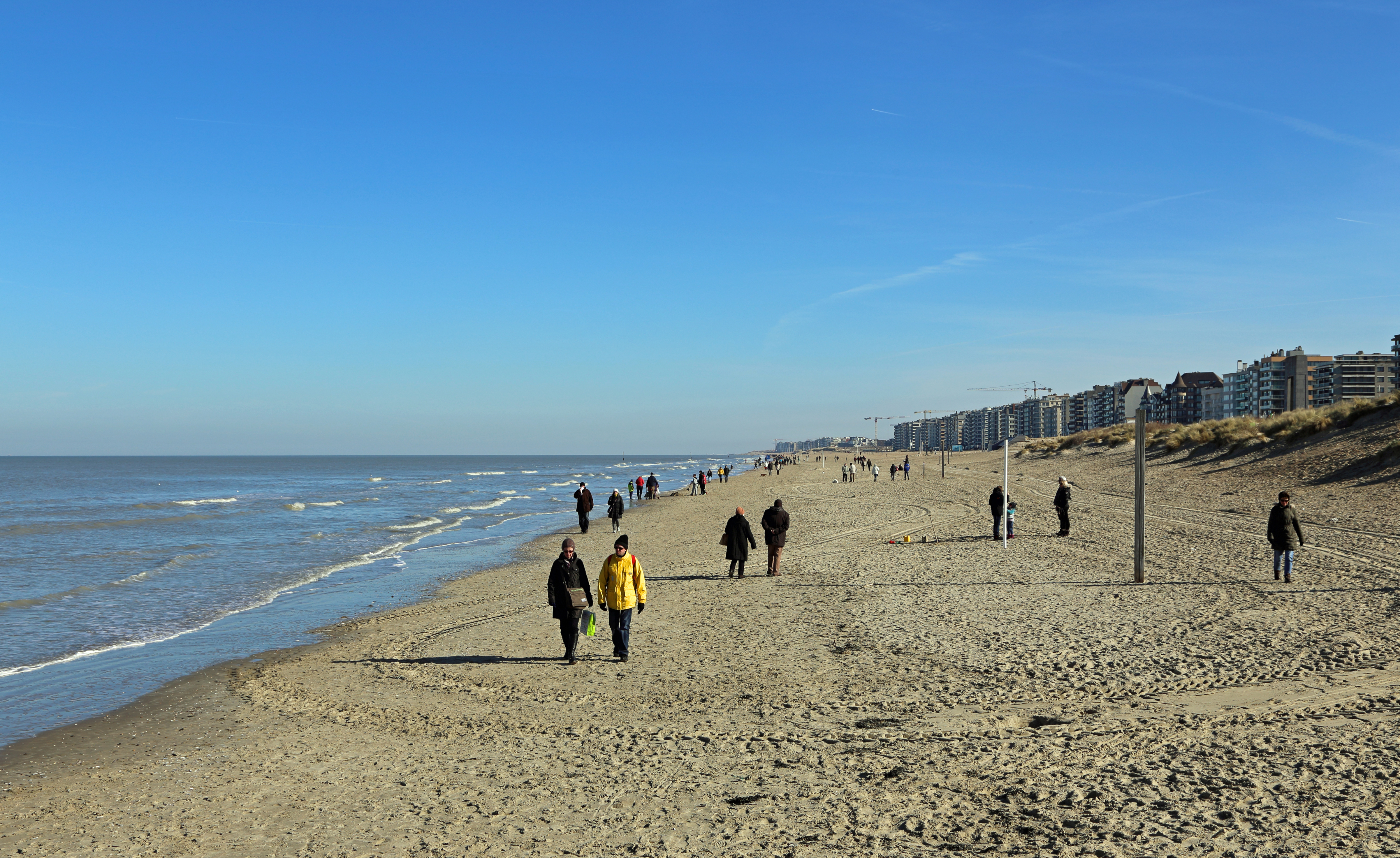
De Panne en la Costa de Bélgica

### Costa
Debido a su elevada densidad de población, Bélgica se enfrenta a graves problemas medioambientales. Un informe de 2003 indica que la calidad de las aguas superficiales de Bélgica es la peor de los 122 países estudiados. En el estudio del Índice de Desempeño Ecológico de 2008, Bélgica obtuvo una puntuación total del 78.4 % y ocupa el tercer lugar entre los países de la Unión Europea, aunque ocupa el puesto 57 de 149 países.
El litoral marino tiene unos 65 km de longitud, lo que abre un «territorio marino» de 3454.225 km (el 0.5 % de todo el Mar del Norte) con una columna de agua de 20 a 45 m de profundidad. La tierra de Flandes está parcialmente ganada al mar y amenazada por la erosión costera y la subida del mar. Por lo tanto, el país también gestiona un patrimonio marítimo y portuario. El medio marino sigue siendo rico en biodiversidad, pero sus recursos pesqueros se han degradado por la sobrepesca, la pesca de arrastre, el vertido de lodos de dragado y las secuelas de la guerra (municiones sumergidas en la orilla del Paardenmarkt y numerosos pecios de guerra). A esto hay que añadir los efectos crónicos o accidentales de la contaminación terrestre y la liberada por el tráfico marítimo (especialmente intenso entre el Paso de Calais, Inglaterra y los grandes puertos belga-holandeses).
En el marco de la Estrategia Marina Europea, el gobierno belga ha elaborado un plan espacial para una explotación y gestión más sostenibles de los recursos del Mar del Norte, que incluye zonas en las que se permitirá la extracción de arena y grava, y dos zonas dedicadas a la construcción de dos «atolones energéticos» (uno frente a Zeebrugge, en el Wenduinebank, y el otro, mucho más grande, cerca de Blankenberge-De Haan) y corredores dedicados a los cables submarinos que transportarán, entre otras cosas, la corriente producida por las energías marinas y el atolón energético, sin tocar las zonas naturales clasificadas La zona permitida para la pesca artesanal pasa de 3 a 4.5 millas, y los aerogeneradores podrían utilizarse para apoyar la acuicultura sostenible en el mar (se prohíben los «monocultivos»).
Como consecuencia de una mala gestión del clima, es probable que el nivel del mar suba y cubra gran parte de la costa belga en 2050.
De hecho, según el IPCC, la ciudad de Brujas y partes de las provincias de Flandes Oriental y Amberes están en riesgo. El norte del país ya ha liberado un presupuesto de trescientos millones de euros en 2011 para hacer frente a la subida de las aguas.

### Medio ambiente

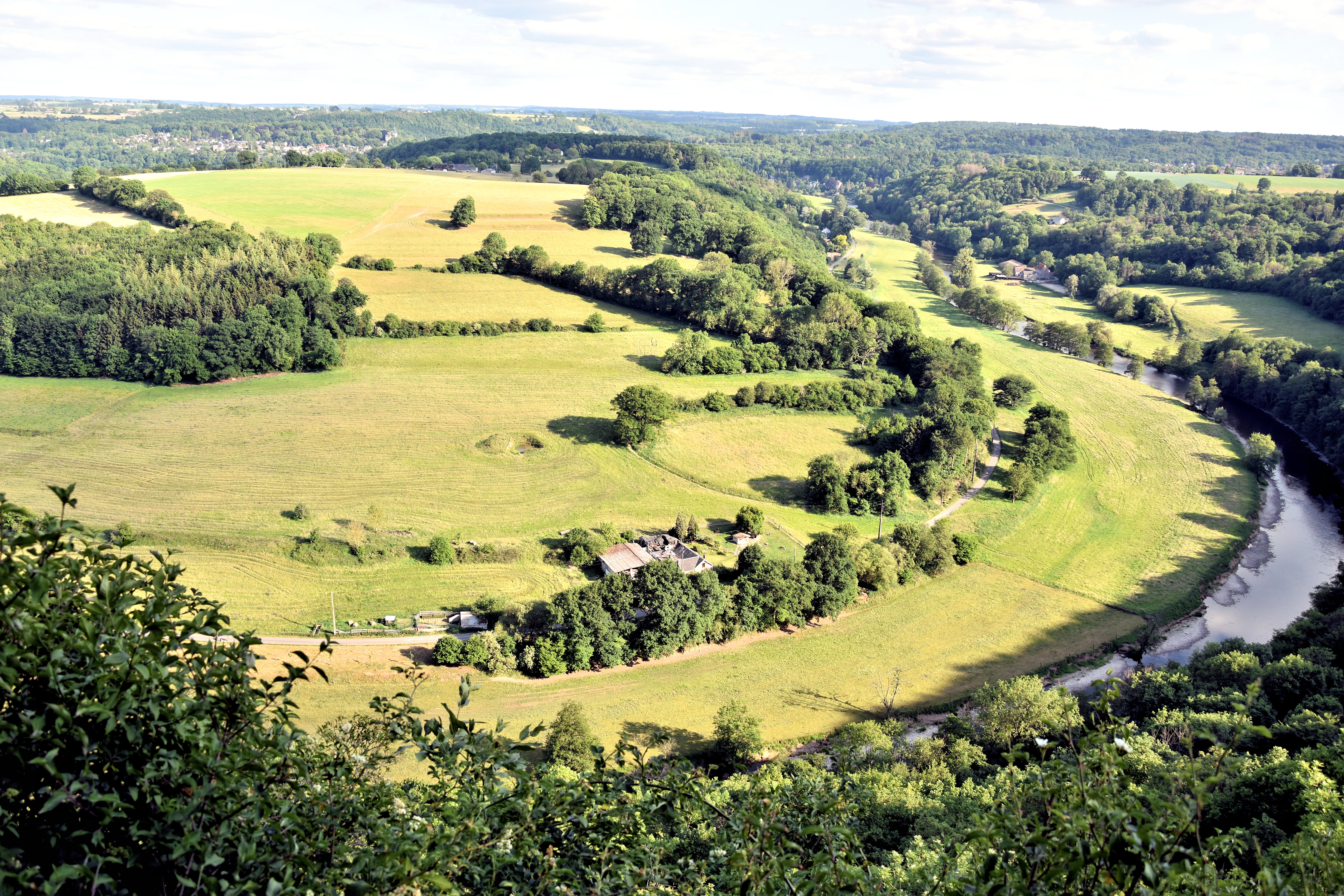
El río Ourthe a su paso por Neupre en Valonia

El medio ambiente en Bélgica está bajo presión debido a la alta densidad de población. Con sus autopistas, el país es un centro de transporte a lo largo de las vías navegables, las carreteras y el intenso tráfico aéreo. La urbanización en cinta es una herencia de la antigua costumbre en Flandes de construir casas a lo largo de todas las carreteras principales en lugar de ampliar los centros de los pueblos. La suburbanización y la construcción de autopistas han fragmentado cada vez más los espacios naturales.

#### Calidad del agua
Especialmente en Amberes y Bruselas, la calidad del agua de los ríos deja mucho que desear. Sin embargo, hay avances. La calidad de las aguas del Senne, al sur de Bruselas, ha mejorado considerablemente desde el año 2000 desde que se activaron dos depuradoras, Bruselas Norte y Bruselas Sur. Como la calidad del agua del Senne era ya tan mala en el siglo XIX que el río era un peligro para la salud pública, se decidió inundar el Senne a su paso por Bruselas. Hasta que entraron en funcionamiento las nuevas plantas de tratamiento de aguas residuales a principios del siglo XXI, las aguas residuales de la ciudad de Bruselas fluían sin tratar hacia el Senne y luego a través de la región de Flandes por el Rupel y el Escalda. El Senne es el único río que atraviesa tres regiones y en él se origina parte del problema. Aunque el Lys estaba muy contaminado en la década de 1990 y apenas contenía peces, ahora se aprecia un cambio positivo. En 2007, se pudo volver a pescar en todos los lugares del Lys. El agua de Limburgo suele ser de buena calidad después de su tratamiento, pero en Valonia, la calidad del agua del Mosa sigue siendo un tema delicado. La contaminación industrial se produce de forma esporádica y amenaza el suministro de agua potable de Amberes a lo largo del Canal Alberto.

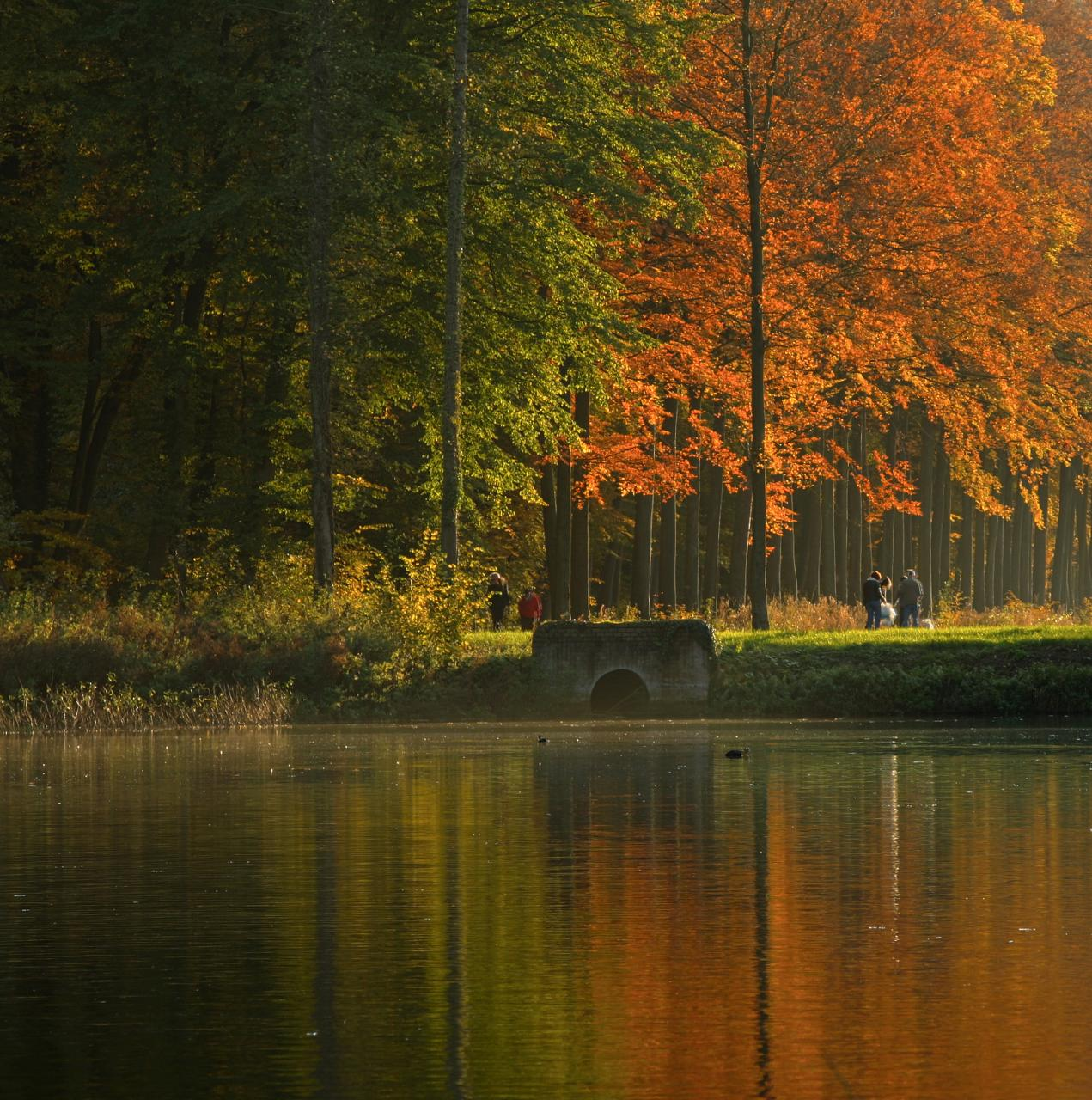
Un bosque en Bélgica

#### Calidad del aire
El aire de los alrededores de Kortrijk-Roeselare, Amberes, Bruselas, Brujas-Zeebrugge, Lieja, Charleroi y la zona del canal de Gante está tan contaminado como el de la cuenca del Ruhr en Alemania. El tráfico masivo de automóviles y la agricultura provocan concentraciones excesivamente altas de partículas y ozono en el aire, especialmente durante el tiempo cálido en verano y durante la inversión en invierno. En los alrededores de Amberes se encuentra una de las mayores concentraciones de industria petroquímica del mundo. Al norte de Gante, debido principalmente a la industria siderúrgica, el aire contiene una gran cantidad de sustancias cancerígenas y polvo fino. En el resto de Bélgica, sobre todo en Valonia (excepto en las zonas de Lieja y Charleroi, donde se encuentran la industria siderúrgica y los hornos de cemento), el aire es mejor porque hay sobre todo bosques y campos agrícolas. Los residuos domésticos de la región de Bruselas se incineraron durante años en la planta de incineración de residuos de Neder-Over-Heembeek con arreglo a normas menos estrictas que las vigentes en Flandes (VLAREM), aunque los gases de combustión se desplazaban hacia la región flamenca con el viento dominante. También esto solo mejoró tras la intervención de Europa.

#### Suelos
En varios lugares, el suelo ha sido contaminado por la industria (puntos negros). Pero a pesar de esta contaminación, esta es una de las mejores zonas de Bélgica en términos de medio ambiente. En otros países de Europa, como los Países Bajos, el contenido de nitratos en las aguas subterráneas es elevado debido a la cría intensiva de cerdos para la exportación. Los diferentes planes de acción sobre el estiércol quedaron en parte en papel mojado en la práctica. En los alrededores de Overpelt existe una contaminación histórica del suelo con metales pesados, como el cadmio, debido a las antiguas actividades de la industria no ferrosa de Union Minière. Asimismo, en Hoboken, al sur de Amberes, el suelo está contaminado con plomo. En Kapelle-op-den-Bos también existe una contaminación histórica con amianto procedente de Eternit. Alrededor de Genk la zona está contaminada con níquel procedente de ArcelorMittal, Mol está contaminada con material radiactivo procedente de reactores nucleares experimentales refrigerados por aire y cerca de Dessel está contaminada con residuos radiactivos procedentes del almacenamiento de barriles con fugas. En los alrededores de Tessenderlo hay contaminación por los vertidos de Tessenderlo Chemie en el Nete.

### Clima

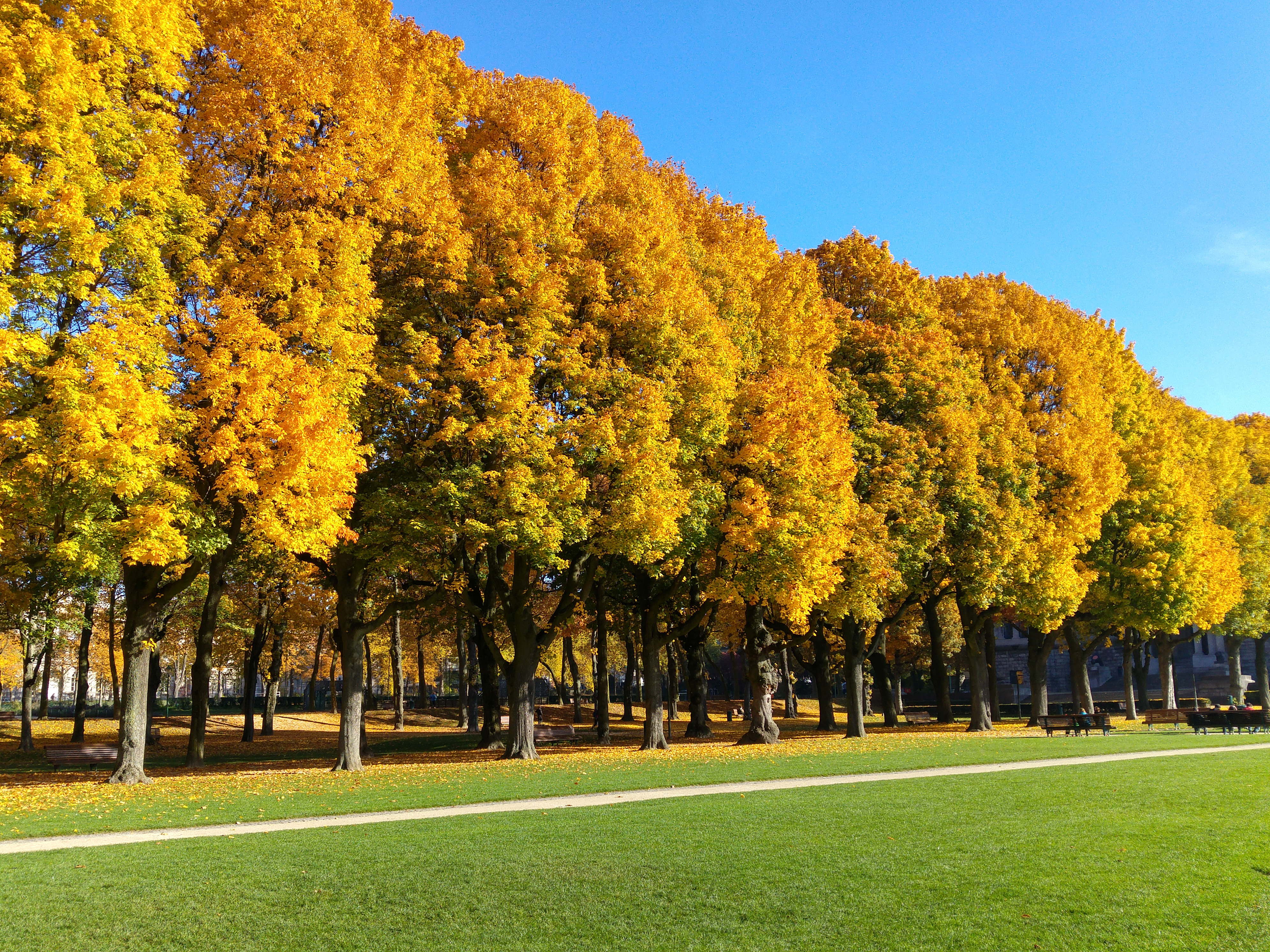
Paisaje de otoño en Bruselas, Bélgica

Bélgica disfruta de un clima marítimo templado, con temperaturas moderadas, vientos predominantes del oeste, fuerte nubosidad y precipitaciones regulares. En Bélgica Baja y Central, la temperatura media anual es de unos 10 °C, la temperatura media de enero es de 3 a 4 °C y la temperatura media de julio es de unos 18 °C. La precipitación anual es de unos 800 mm, que se reparten en todos los meses. En las alturas de las Ardenas, las temperaturas medias son entre 3 y 5 °C más bajas y las precipitaciones entre un 50 % y un 80 % más altas. En la Lorena belga, el clima es más suave que en el resto del país, especialmente en el flanco sur de la tercera cuesta, donde incluso hay viñedos en Torgny.
Desde finales de la década de 1980, la temperatura media es aproximadamente un grado más alta que antes. Esta tendencia al calentamiento parece continuar. Tanto 2006 como 2007 batieron el récord del año más cálido de la historia, con 11.4 °C y 11.5 °C respectivamente. Esta sucesión de récords de calor se debe a un periodo de temperaturas extremadamente altas que comenzó con julio de 2006 y continuó, tras un agosto relativamente frío, hasta junio de 2007. La temperatura media de este periodo de doce meses, de 12.9 °C, es más de 3 °C superior a la media del periodo 1961-1990 y se han batido tres récords estacionales seguidos: el otoño más cálido de la historia (13.9 °C), el invierno más cálido de la historia (6.6 °C) y la primavera más cálida de la historia (12.3 °C). También se batieron cuatro récords mensuales: el julio más cálido de la historia (23 °C), el septiembre más cálido de la historia (18.4 °C), el enero más cálido de la historia (7.2 °C) y el abril más cálido de la historia (14.3 °C).
Queda por ver si este aumento de la temperatura continuará. Por el momento, aún no ha durado lo suficiente como para ser clasificado como cambio climático.

## Economía
Bélgica es un país densamente poblado y se localiza en el corazón de una de las regiones más industrializadas del mundo. Actualmente, la economía belga está orientada hacia los servicios y muestra una naturaleza dual, con una dinámica parte flamenca, siendo Bruselas su principal centro multilingüe y multiétnico con una renta per cápita de las más altas de la Unión Europea, y una economía valona más ruralizada y menos dinámica. Bélgica fue el primer país de Europa continental en el que se desarrolló la Revolución industrial, a comienzos del siglo XIX. Lieja y Charleroi desarrollaron rápidamente una industria minera y acerera, que floreció hasta mediados del siglo XX. Sin embargo, por la década de 1840 la industria textil de Flandes estaba pasando por una aguda crisis y había hambruna (1846-50). Después de la II Guerra Mundial, Gante y Amberes experimentaron una rápida expansión del sector químico y petrolífero. Las crisis del petróleo de 1973 y 1979 causaron una prolongada recesión económica. La industria siderúrgica belga ha sufrido desde entonces por un grave retroceso, y este ha sido el responsable de inhibir el desarrollo económico de Valonia. En los años 1980 y 90, el centro económico del país continuó desplazándose hacia el norte, a Flandes. La industria está concentrada en la poblada área flamenca del norte del país.

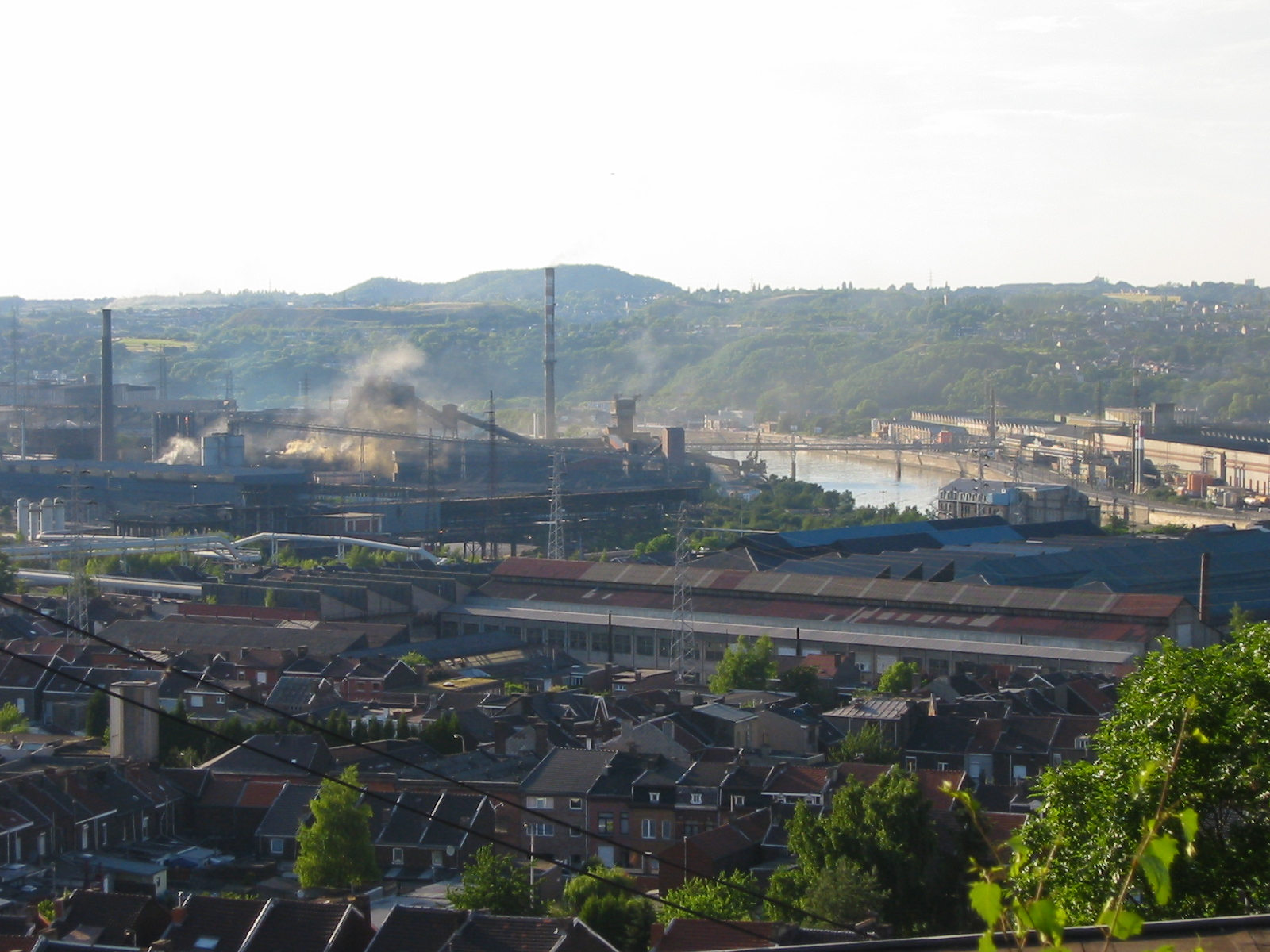
Altos hornos a orillas del río Mosa en Ougrée, cerca de Lieja.

A finales de los años 1980, la política macroeconómica belga había dado lugar a una deuda gubernamental acumulada de aproximadamente el 120 % del PIB. Actualmente, los presupuestos están equilibrados y la deuda pública equivale al 94.3 % del PIB (finales de 2005). En 2004, se estimó la tasa de crecimiento real del PIB en un 2.7 % pero se espera que descienda a un 1.3 % en 2005.
Bélgica tiene una economía abierta. Ha desarrollado una excelente infraestructura de transportes (puertos, canales, ferrocarriles y autopistas) para integrar su industria con las de los países vecinos. Amberes es el segundo mayor puerto de Europa, por detrás del de Róterdam. Miembro fundador de la Unión Europea, Bélgica apoya la extensión de los poderes de las instituciones de las UE para integrar las economías de los Estados miembros. En 1999, Bélgica adoptó el euro, la moneda única europea, que reemplazó definitivamente al franco belga en 2002. La economía belga está estrechamente orientada hacia el comercio exterior, especialmente productos de alto valor añadido. Las principales importaciones son productos alimenticios, maquinaria, diamantes, petróleo y derivados, sustancias químicas, vestimenta y accesorios y tejidos. Las exportaciones principales son automóviles, comida y productos alimenticios, hierro y acero, diamantes procesados, tejidos, plásticos, productos petrolíferos y metales no ferrosos. Desde 1922, Bélgica y Luxemburgo han constituido un único mercado comercial, con una unión aduanera y monetaria, Unión Económica Belgo-Luxemburguesa. Sus principales socios comerciales son Alemania, los Países Bajos, Francia, el Reino Unido, Italia, los Estados Unidos y España.

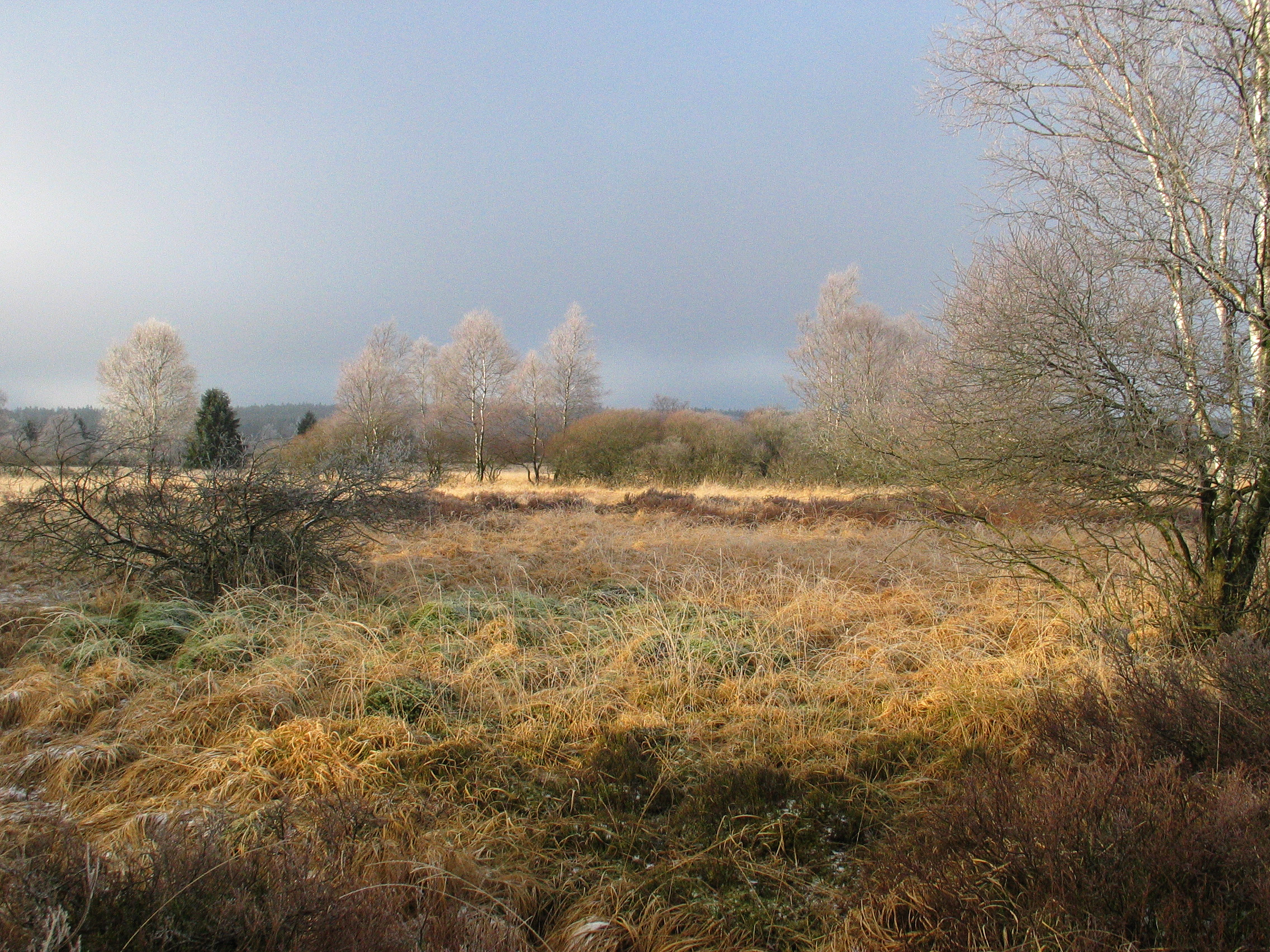
Vista de las Hautes Fagnes, en las Ardenas.

En años recientes, y ante el debate surgido por su posible escisión en dos entes estatales separados, obviamente con sus consabidas y temidas consecuencias políticas y económicas; se cambió muy profundamente su sistema de beneficencia social y de protección social, así como se hicieron profundos recortes a estos, para luego redireccionarlos y adecuarlos a un escenario en donde la pérdida de competitividad de la parte valona, con un aporte al PIB del 35 %; sobre la parte flamenca; que es la más poderosa actualmente en cuanto a sus niveles económicos, aparte de un cambio de gabinete, hicieron que la situación mejorase sustancialmente, pero sin atenuar las fuertes discusiones sobre el asunto del equilibrio de poderes entre las comunidades belgas más influyentes, así como se inicia el proceso de cambio de enfoque industrial, de donde Valonia, antes destacado centro industrial siderúrgico del país belga; pasa ahora a convertirse en un centro de estudio y de investigación en tecnologías de la información y de mejoras industriales.
En cambio, la parte Flamenca, antes adormecida ante el gran potencial económico de Valonia, del que mucho tiempo dependió; ahora es el principal sustento de la nación belga actual, de donde proviene más del 60 % del PIB nacional. Con los resultados de las consultas hechas en el año 2010, se deja ver el ansia de disolución del país, pero los líderes de la parte francófona y flamenca se han puesto de acuerdo para «dar fin» a las especulaciones y al periodo turbio y sombrío por el que ha tenido que pasar una economía considerada ejemplar en Europa.
Más recientemente, y ante las secuelas dejadas por la crisis financiera y económica de varios países de la zona del euro, la calificación de la deuda soberana de Bélgica se ha visto amenazada por parte de las agencias de calificación de riesgos, como Moody's; que la rebajaron de Aa2 a Aa3, ante las sustanciales dudas dentro del mercado de inversores sobre sus planes para una sostenida y sostenible reactivacción económica de la zona euro, de la que Bélgica hace parte fundamental.

### Energía
Bélgica produjo quince millones de toneladas equivalentes de petróleo (Mtep) en 2016, el 74 % fue nuclear, el 20 % fueron biocombustibles y residuos. (1 Mtep = 11.63 TWh, mil millones de kilovatios hora.) Esta producción dentro de las fronteras del país no fue suficiente para cubrir el suministro energético nacional, el TPES (suministro total de energía primaria): 57 Mtep. El país importó 49 Mtep de combustible fósil más de lo que exportó.
De la energía, unos catorce Mtep se perdieron en la conversión, principalmente en la generación de electricidad con energía nuclear. Ocho Mtep se destinaron a productos no energéticos, como lubricantes, asfalto y productos petroquímicos. Para los usuarios finales, quedaron 34 Mtep de los cuales 7 Mtep = 80 TWh de electricidad.

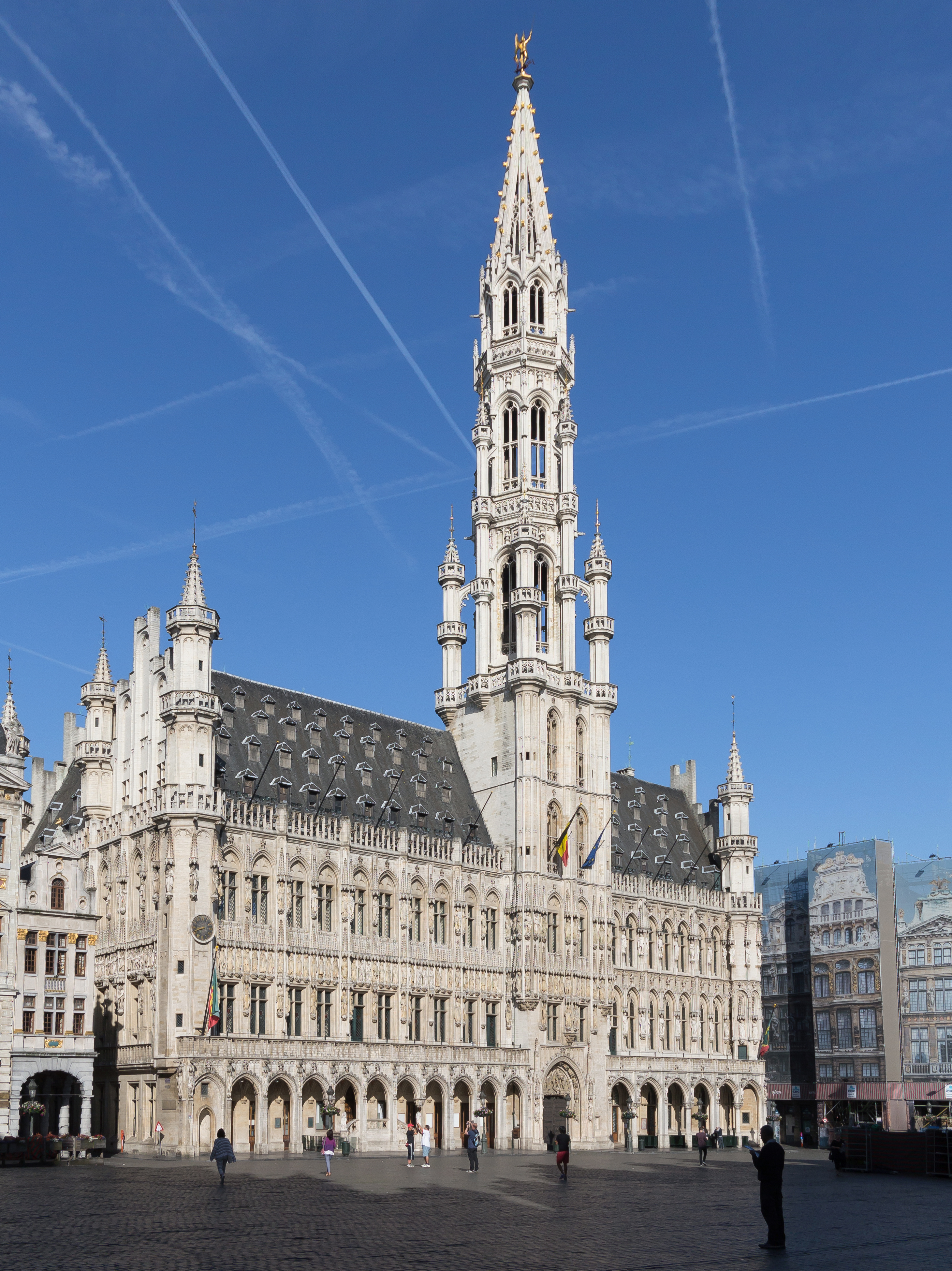
El edificio del Ayuntamiento o alcaldía de Bruselas

Las emisiones de dióxido de carbono fueron de 92 megatones, es decir, 8.4 toneladas por persona. La media mundial era de 4.4 toneladas por persona.
En el periodo 2012-2016, el uso final cambió poco. La electricidad generada a partir de la energía solar y eólica aumentó un 74 % y suministró el 10 % de toda la electricidad a los usuarios finales en 2016.

### Turismo
El turismo en Bélgica es una forma de ocio y un sector importante de la economía belga. Bélgica es visitada principalmente por turistas procedentes de los países vecinos, como los Países Bajos, Francia, Alemania y Luxemburgo, aunque cada vez son más los visitantes de países más lejanos que pasan unos días en Bélgica en un viaje por Europa. Los belgas también suelen tomarse vacaciones en su propio país: una semana en la costa belga, un fin de semana en las Ardenas o una excursión de un día a una de las ciudades históricas son algunos de los favoritos.
En 2015, el país fue visitado por 8.03 millones de turistas.
El turismo en Bélgica se desarrolló muy pronto en algunos lugares de la costa y las Ardenas. Spa y Chaudfontaine ya eran balnearios muy conocidos en el siglo XVIII, donde las cabezas coronadas, la vieja nobleza europea, los ricos comerciantes y fabricantes, los oficiales y los canónigos, se mezclaban con mujeres elegantes, aventureros (Casanova, por ejemplo), adictos al juego y enfermos mentales. En 1774 se construyó en Spa el primer casino de Europa. A partir del siglo XVII, las ciudades artísticas atrajeron a franceses, holandeses e ingleses.
En la costa, el turismo de playa se desarrolló a partir de mediados del siglo XIX, primero en Ostende y Blankenberge, y luego en estaciones balnearias de reciente creación como Knokke, Westende y De Haan. Gracias a su riqueza y a las conexiones por ferry con Inglaterra, Bélgica fue el segundo país, después del Reino Unido, en desarrollar el turismo costero. Brujas ya era visitada por los amantes de la belleza urbana histórica en el siglo XIX, especialmente tras la publicación de la novela Brujas-la-Morte de Georges Rodenbach.
El descanso dominical obligatorio a partir de 1905 y las vacaciones pagadas a partir de 1936 impulsaron el turismo interno. El verdadero avance se produjo en las Trente Glorieuses después de la Segunda Guerra Mundial.
La llamada capital europea Bruselas es conocida internacionalmente por su Grand Place, el Atomium y el Manneken Pis. Cabe destacar la importancia y la calidad de los numerosos museos, teatros, cines, salas de conciertos, etc., que hacen de esta ciudad-región un importante centro cultural. La ciudad también cuenta con varios edificios Art Nouveau (el primer edificio Art Nouveau de Victor Horta se construyó aquí) y Art Deco. Desde el punto de vista arquitectónico, los municipios de Bruselas (el equivalente a los distritos) son sorprendentemente eclécticos. Las Galerías Reales de Saint-Hubert (la primera galería comercial cubierta del mundo), el Palacio de Justicia (más grande que la Basílica de San Pedro en el Vaticano), hermosas iglesias, etc. son algunos de los principales atractivos culturales y turísticos de la ciudad.

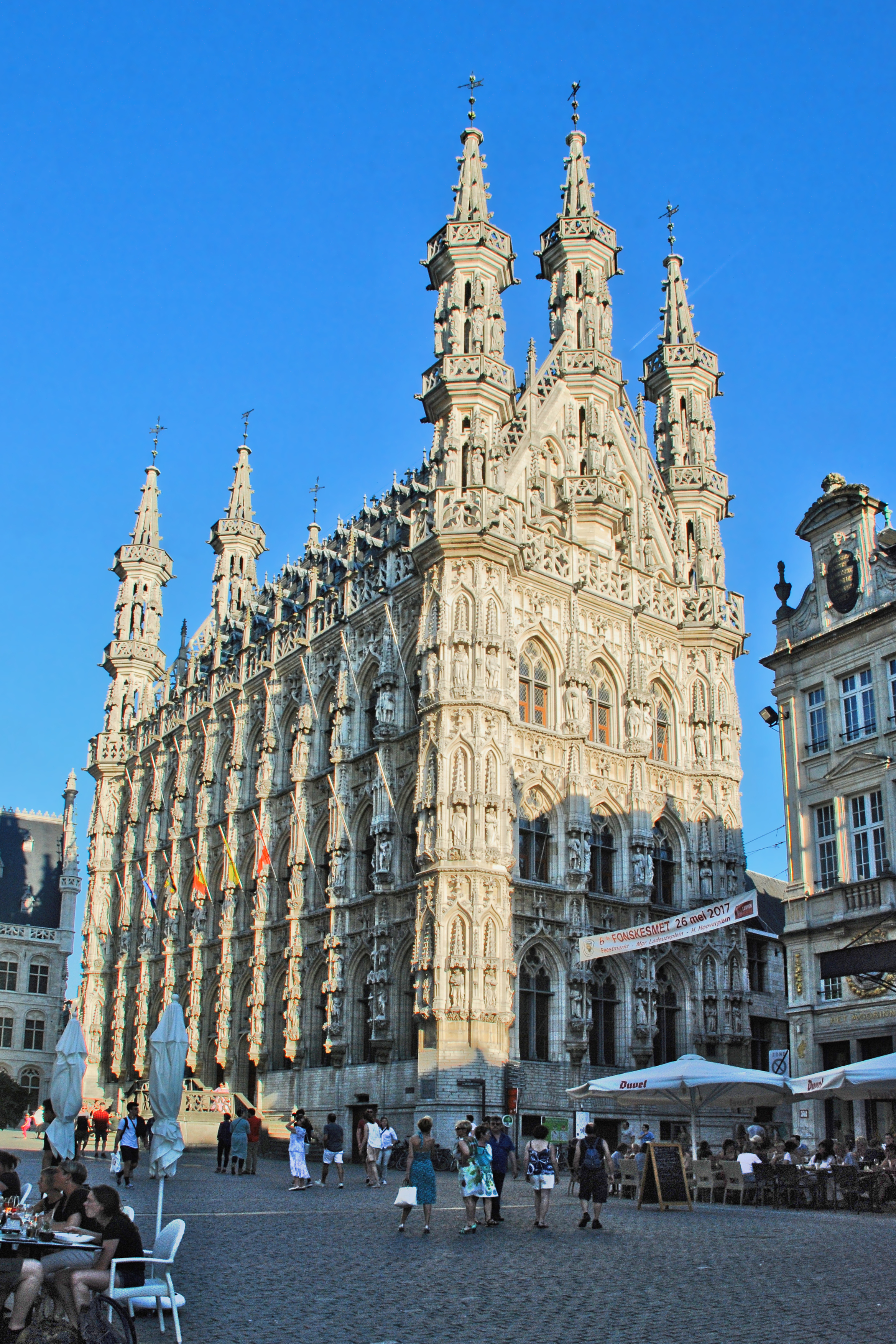
Ayuntamiento de Lovaina, Flandes.

Después de Bruselas, Amberes es la segunda ciudad más grande de Bélgica y, tras Róterdam, el segundo puerto más grande de Europa. Conocida por su zoológico y por sus diamantes (el 80 % de la producción mundial de diamantes se comercializa en Amberes), fue uno de los centros culturales más importantes de Europa en el siglo XVII y cuenta con varios edificios notables (el ayuntamiento, el Silvius Brabo...).
Brujas, La «Venecia del Norte» cuenta con numerosos edificios de la Edad Media (la iglesia de Nuestra Señora, el beguinaje, las antiguas puertas de la ciudad, etc.). Conocida en la región por su encaje, fue Capital Europea de la Cultura en 2002.
Leuven es famosa por sus salones y su universidad (una de las más antiguas del mundo), también podrá admirar el beguinaje y la iglesia de San Pedro (ambos clasificadas como Patrimonio de la Humanidad por la Unesco).
Gante, capital del antiguo condado de Flandes, a veces rival de Brujas, es el lugar de nacimiento de Carlos V. En ella se encuentra la catedral de San Bavón, donde se puede admirar el famoso Cordero Místico y el Políptico. El castillo de los Condes de Flandes y la iglesia de San Nicolás son también atractivos que atraen a muchos turistas amantes del arte. Gante es sin duda una de las ciudades más bellas de Bélgica.
De su prestigiosa historia, la ciudad más visitada de Valonia, Lieja ha conservado un gran número de monumentos de diversos estilos arquitectónicos (abadía de Saint Jacques, palacio de los Príncipes Obispos...), de los cuales la estación de Lieja-Guillemins, diseñada por el arquitecto español Santiago Calatrava, es la última incorporación y da a este barrio un aspecto un tanto barcelonés... Numerosos teatros de prestigio internacional como el Théâtre de Liège, el Forum, una renombrada ópera (completamente renovada), la Ópera Real de Valonia, una renombrada orquesta que toca en la hermosa sala del Conservatorio, hacen de esta ciudad un importante centro cultural. En cuanto al paisaje, su relieve y su río multiplican las perspectivas y los rincones con encanto. La ciudad también alberga numerosos e importantes museos: el Curtius, el Boverie, el Museo de la Vida Valona, etc. y en ella se celebran varios eventos internacionales (Festival de Jazz de Lieja, carrera ciclista Lieja-Bastogne-Cork). Por último, la reputación especialmente cálida de los habitantes (el famoso «Carré», las numerosas calles peatonales), que se hace notar sobre todo durante las fiestas (el mercado de la Batte del domingo por la mañana, la fiesta de la Asunción de Outremeuse -en agosto-, la feria de octubre, el mercado de Navidad, etc.), le confiere un carácter muy latino. Lieja está considerada como la ciudad francófona más septentrional del continente.
Desde 2002, Mons es la capital cultural de Valonia. El corazón de Mons ofrece edificios históricos de los siglos XV al XVII, como el Campanario que domina la ciudad, la Colegiata de Sainte-Waudru dedicada al patrón de Mons y el Ayuntamiento (acompañado del Mono de la Gran Guardia, amuleto de la buena suerte de la ciudad y sus habitantes).

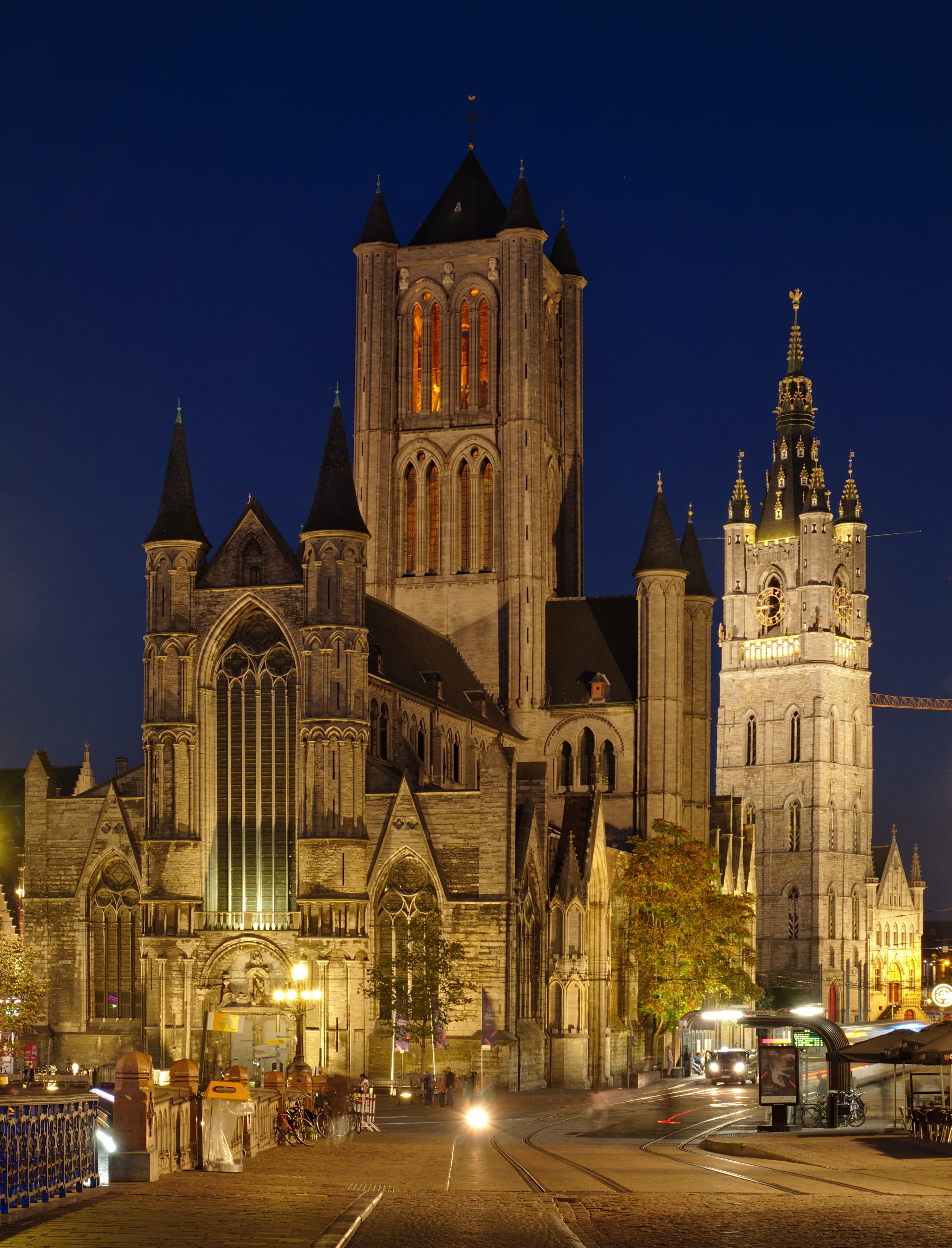
Iglesia de San Nicolás y el campanario de Gante

El centro de la ciudad de Mons cuenta con calles peatonales y plazas con tiendas y cafés como la Grand Place, el Marché aux Herbes y el Piétonnier. Mons cuenta con parques y jardines como el jardín colgante de Mons, en el que las huertas colectivas reverdecen el jardín, o monumentos y obras de arte como el Teatro Real, el «Pasajero»' de Arne Quinze, la Casa Española.
Reconocido por la Unesco como Patrimonio Oral e Inmaterial de la Humanidad en 2005, el ritual Ducasse de Mons -conocido comúnmente como el Doudou- se celebra cada año durante el fin de semana de la Trinité. El Museo Doudou exhibe esta fiesta local, que se basa en la lucha entre San Jorge y el dragón.
Designada Capital Europea de la Cultura en 2015, Mons ofrece una amplia gama de actividades culturales, como la Artothèque, que expone el patrimonio local de Mons; el Arsonic, que cuenta con una sala de conciertos y una capilla del silencio, etc. Además de estas novedades, Mons también ofrece otras actividades como el Beaux-Arts Mons (BAM), que acoge exposiciones sobre artistas o movimientos artísticos; el Mundaneum -el antecesor de los buscadores- que ofrece exposiciones temporales, etc.
En los alrededores de la ciudad, dos sitios patrimoniales marcan la historia de la región de Mons: Silex'S de Spiennes es una reserva minera de sílex que se remonta al neolítico y que ocupa 190 hectáreas; el sitio de Grand-Hornu, que transmite un patrimonio de la época industrial y de la minería del carbón del siglo XIX; y el MAC's, que organiza exposiciones de arte contemporáneo desde 2002.
La capital de Valonia, Namur, tiene muchos atractivos: el centro de la ciudad está formado por muchas calles peatonales, principalmente para ir de compras. Los principales lugares turísticos del centro son la catedral de Saint-Aubain, la iglesia de Saint-Loup, el Teatro Real de estilo italiano y el campanario. La ciudad tiene también una interesante oferta cultural con el Museo Arqueológico, el Museo de Artes Antiguas de Namur, el Museo Félicien Rops y el Tesoro Hugo d'Oignies. La ciudad está dominada por la ciudadela, construida por Vauban, desde la que se puede ver toda la ciudad y la confluencia de los ríos Mosa y Sambre. También puede visitar la sede del gobierno valón. También es la organizadora de los famosos y suntuosos festivales valones que se celebran cada año en septiembre en toda la ciudad. Los alrededores ofrecen grandes oportunidades para el senderismo, especialmente en el Domaine de la Marlagne, que se extiende hasta Wépion, famoso por sus fresas. En la provincia de Namur, también se puede visitar el Domaine des Grottes de Han, que permite descubrir tanto sus cuevas, famosas en todo el mundo, como una reserva de animales donde la fauna europea, como linces, lobos y osos, vive en un entorno natural protegido.

## Demografía

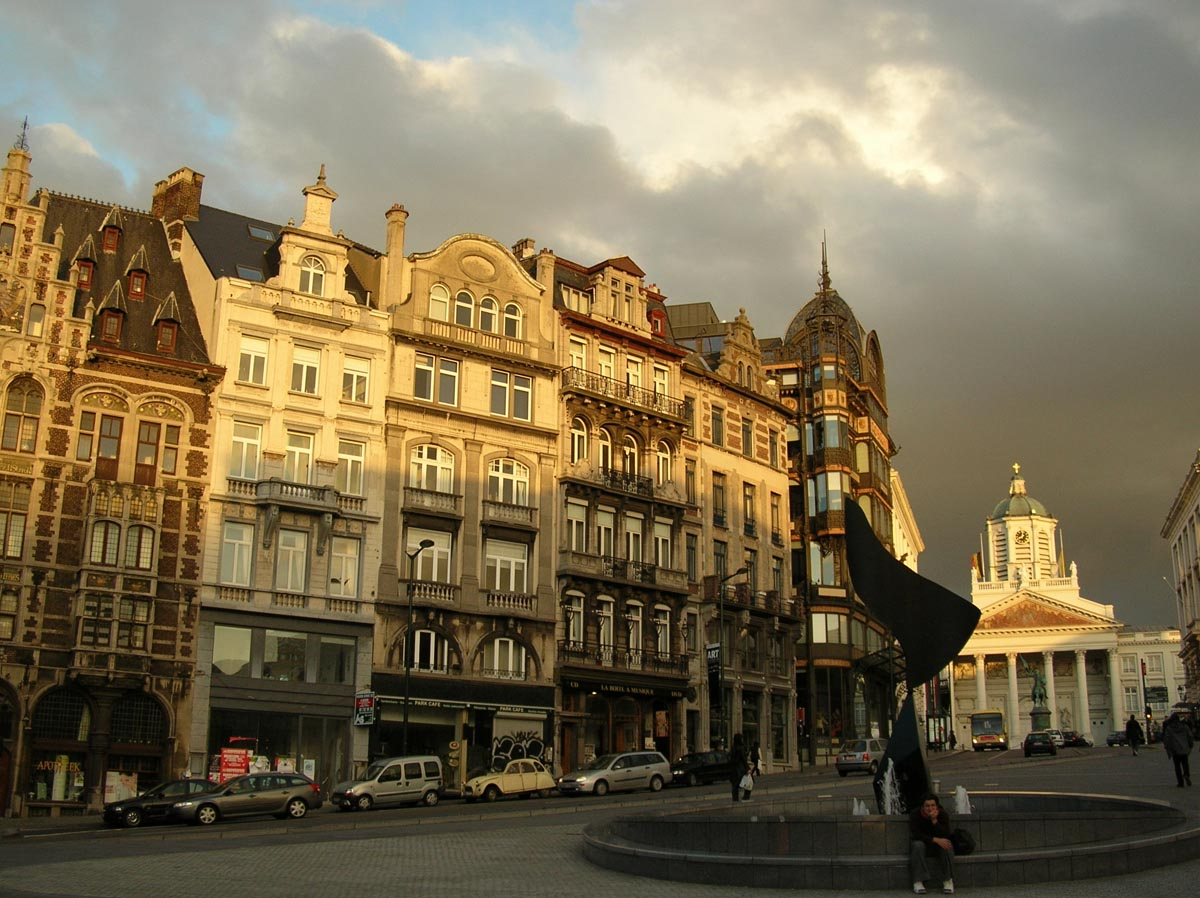
Atardecer en Bruselas.

Bélgica tiene una población de 11 521 238 habitantes y una densidad de población de 375.4 hab./km² según el censo de 2021, siendo una de las más elevadas de Europa, después de los Países Bajos y de algunos microestados como Mónaco y Ciudad del Vaticano. Las áreas con mayor densidad de población son las que están alrededor de las aglomeraciones de Bruselas-Amberes-Gante-Lovaina —región conocida como el Diamante Flamenco— así como en otros centros urbanos importantes (principalmente Lieja, Charleroi, Brujas, Namur, Mons, Cortrique y Hasselt). La región de las Ardenas es la que tiene menor densidad de población del país. En 2021, la Región Flamenca tenía una población de aproximadamente 6 653 062 habitantes. La seguían Valonia con 3 648 206 y Bruselas con 1 219 970. Casi toda la población es urbana (97.3 % en 1999). Las ciudades principales (con su población entre paréntesis) son Bruselas (1 006 749 en la ciudad s.s. y unos 2 millones en su aglomeración), Amberes (457 749 en la comuna y 900 000 con su área metropolitana), Gante (230 951), Charleroi (201 373), Lieja (185 574 en el municipio y 600 000 en su aglomeración) y Brujas (117 253).

### Religión

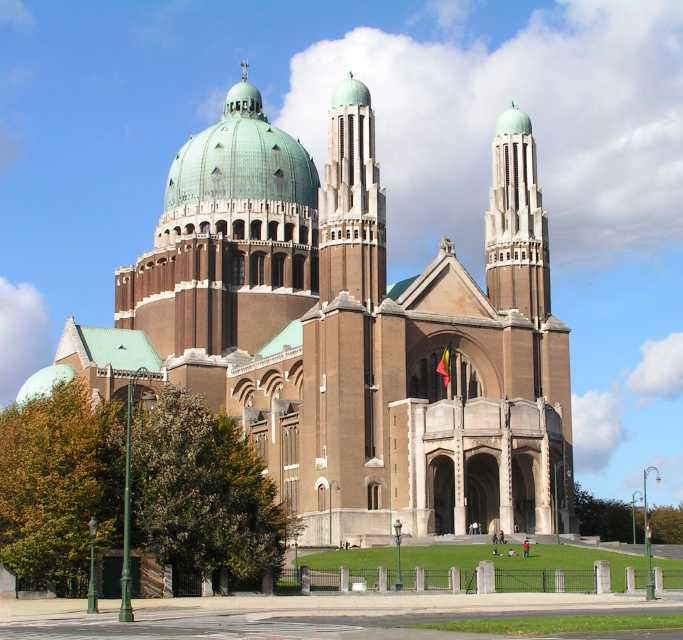
La basílica del Sagrado Corazón, en Bruselas, es la basílica nacional de Bélgica. Simboliza el vínculo histórico entre la monarquía belga y la Iglesia católica.

Desde la independencia, el catolicismo, aún contrarrestado por el librepensamiento y los movimientos francmasónicos, ha tenido un papel importante en la política belga. La Constitución laica permite la libertad de culto, y el Gobierno, por lo general, respeta este derecho en la práctica. Según la encuesta Eurobarómetro realizada por la Comisión Europea en 2021, la proporción de cristianos era del 49 %, siendo el catolicismo la denominación mayor con un 44 %. Los protestantes y otros cristianos constituían el 4 % y los cristianos ortodoxos el 1 %. Las personas no religiosas constituían el 41 % de la población y se dividían entre quienes se identificaban principalmente como ateos (15 %) o agnósticos (26 %). Otro 2 % de la población era musulmana y el resto pertenecía a otros grupos religiosos o no especificados.

### Educación
Se estima que el 98 % de la población adulta está alfabetizada. La educación es obligatoria entre los seis y los dieciocho años, pero muchos belgas continúan estudiando hasta los veintitrés años aproximadamente. En 1999, Bélgica tenía la tercera mayor proporción de jóvenes de dieciocho a veintiún años matriculados en la educación superior de entre todos los países de la OCDE, con un 42 %. Sin embargo, en los últimos años, el principal tema de preocupación es el analfabetismo funcional. En el periodo 1994-1998, el 18.4 % de la población belga carecía de hábitos de lectura. Como reflejo de los conflictos políticos históricos entre el librepensamiento y los sectores católicos de la población, el sistema de enseñanza en cada comunidad se divide en una rama laica controlada por las comunidades, las provincias, o los municipios, y una rama religiosa —en su mayoría católica— subvencionada y controlada tanto por las comunidades como por las autoridades religiosas (en su mayoría diócesis). No obstante, cabe destacar que —al menos en el caso de las escuelas católicas— las autoridades religiosas tienen un poder muy limitado.
Las universidades y otras instituciones superiores son muy importantes, tanto por los estudiantes locales como internacionales. Entre ellas se cuentan la KU Leuven o Universidad Católica de Lovaina La Vieja fundada en 1425 —con un estudio de postgrado en castellano—, la Universidad Católica de Lovaina La Nueva (francófona), la Universidad de Amberes, la Universidad de Gante, la Universidad de Lieja y la Universidad de Namur.

### Idioma
Los idiomas oficiales de Bélgica son el neerlandés, el francés y el alemán. Cerca del 57 % de la población de Bélgica tiene como lengua materna el neerlandés (lo conoce hasta el 70 % de la población, entre ellos un 20 % de valones), el 42 % es francófona (el 70 % de la población total conoce la lengua francesa, incluido el 60 % de los flamencos), y menos del 1 % es germanófona. Bruselas, con el 9 % de la población del país, es oficialmente bilingüe (francés y neerlandés).
El neerlandés y el francés que se hablan en Bélgica presentan pequeñas diferencias de vocabulario y de significado con respecto a las variedades de los Países Bajos y Francia. Si bien hoy mucha gente actualmente habla dialectos del neerlandés, la lengua valona, que antaño fuera la lengua principal de Valonia, solamente cuenta con pocos hablantes que suelen ser personas mayores. Estos dialectos, junto con otros como el picardo o el limburgués, no se usan en la vida pública. Sin embargo, el flamenco es mucho más utilizado en toda la región neerlandesa. El flamenco es hablado diariamente por la población, aunque la escuela, libros y demás se encuentran un neerlandés más estandarizado.

### Salud

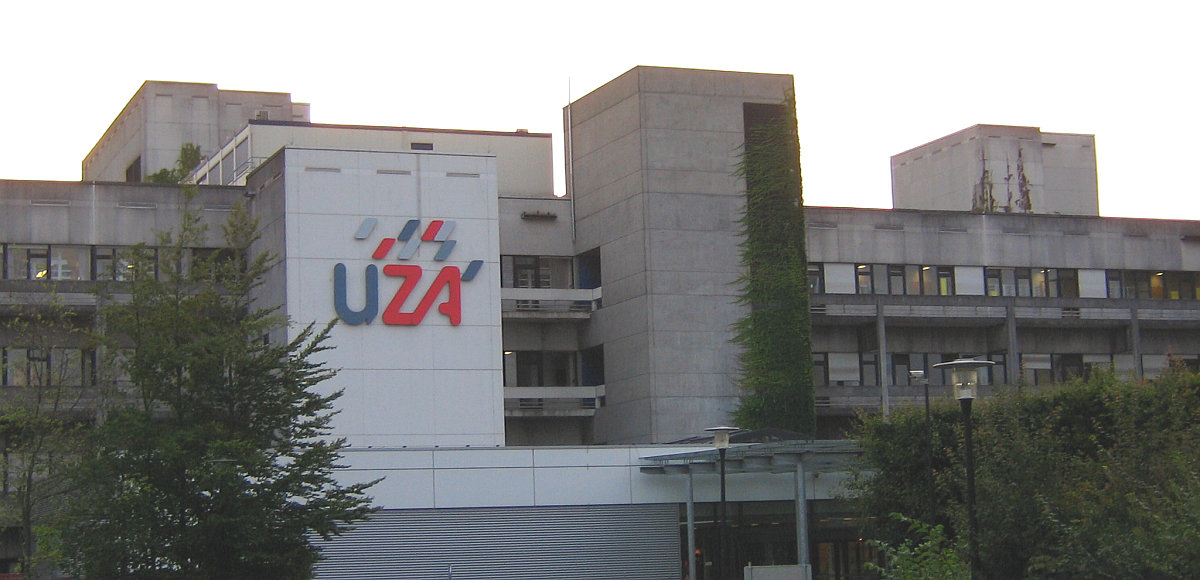
Hospital de la Universidad de Amberes.

Según estimaciones de 2021, la esperanza de vida es de 81.5 años. Desde 1960, la esperanza de vida ha crecido un promedio de dos meses cada año, a la par con el promedio europeo. Las principales causas de muerte en Bélgica son las enfermedades cardiovasculares, neoplasias, enfermedades del aparato respiratorio y las causas no naturales de muerte (accidentes y suicidios). Las causas no naturales y el cáncer son la mayor causa de muerte en las mujeres mayores de veinticuatro años y en los varones mayores de cuarenta y cuatro.
El sistema de salud es financiado por un sistema de seguridad social y los impuestos. El seguro de salud es obligatorio. El cuidado sanitario se realiza con un sistema en su mayor parte privatizado con médicos y hospitales independientes. La mayoría de las veces el paciente paga directamente por los servicios obtenidos y posteriormente se le rembolsa por las compañías de seguros. El sistema de salud belga es supervisado y financiado por el gobierno federal, las tres comunidades y las tres regiones, es decir, por seis ministerios distintos (la comunidad y la región de Flandes se fusionaron).

## Ciencia y tecnología

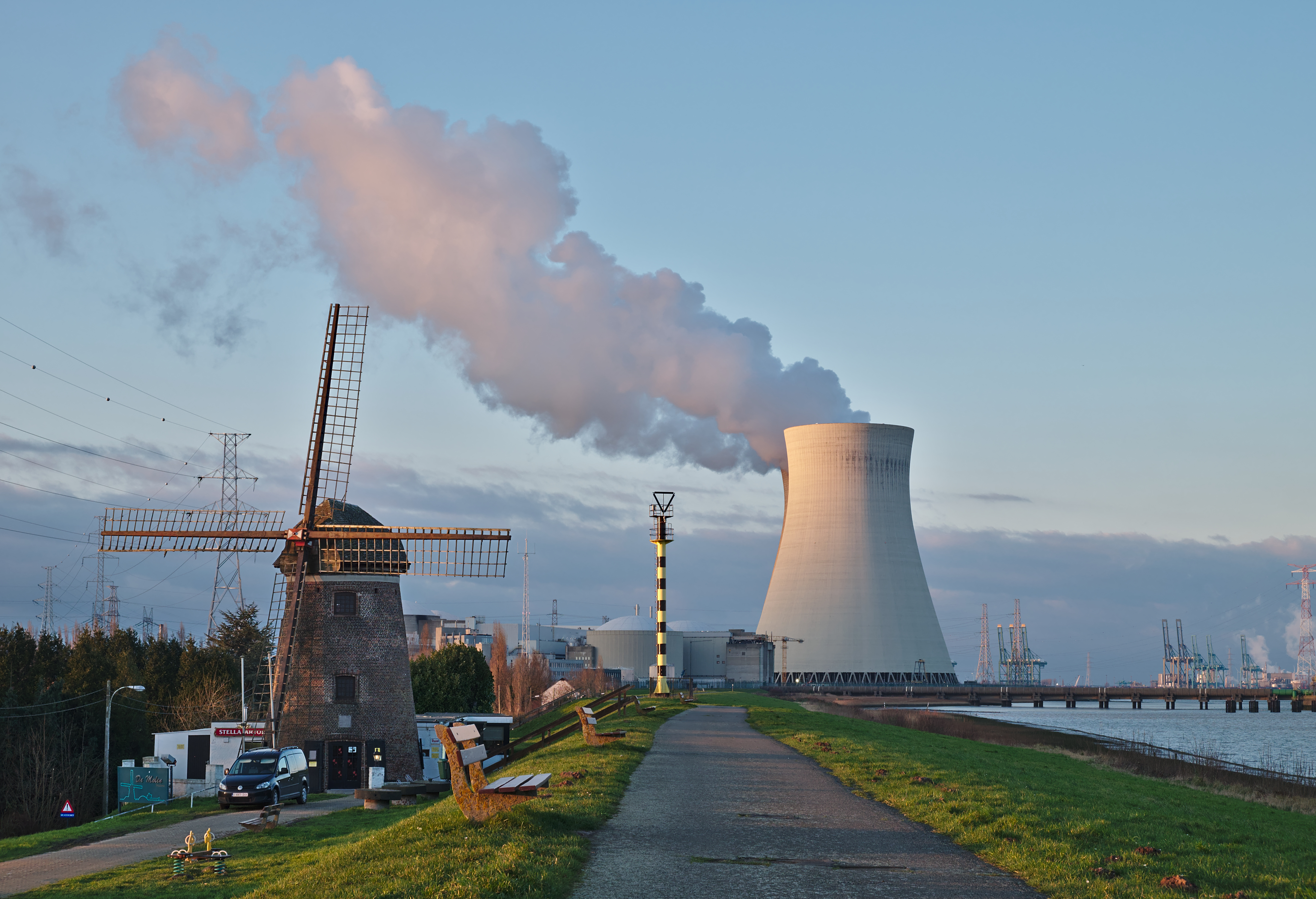
Planta nuclear en Doel, Bélgica

En Bélgica ha habido contribuciones al desarrollo de las ciencias y la tecnología de importancia internacional. Durante el florecimiento del siglo XVI de Europa Occidental, se puede citar entre los más influyentes científicos al cartógrafo Gerardus Mercator, al anatomista Andreas Vesalius, al botánico Rembert Dodoens y el matemático Simon Stevin.
El químico Ernest Solvay y el ingeniero Zenobe Gramme (École Industrielle de Liège) dieron sus nombres al proceso Solvay y a la dinamo de Gramme, respectivamente, en la década de 1860. La bakelita fue desarrollada en 1907‑1909 por Leo Baekeland. Ernest Solvay fue también un gran filántropo y dio su nombre al Instituto Solvay de Sociología, a la Escuela Solvay de Bruselas de Economía y Gestión y a los Institutos Internacionales Solvay de Física y Química que forman parte actualmente de la Universidad Libre de Bruselas. In 1911 Ernest Solvay comenzó una serie de conferencias, las Conferencias Solvay sobre Física y Química, que tuvieron un impacto profundo en la evolución de la física de los cuantos y en la química. Se debe también una contribución mayor a la ciencia fundamental al belga Georges Lemaître (Universidad Católica de Lovaina), al que se le atribuye la propuesta de la teoría del Big Bang sobre el origen del Universo en 1927.
Tres belgas han recibido premios Nobel en Fisiología o Medicina: Jules Bordet (Universidad Libre de Bruselas, en 1919), Corneille Heymans (Universidad de Gante, en 1938) y Albert Claude (Universidad Libre de Bruselas) junto con Christian De Duve (Universidad Católica de Lovaina), en 1974. François Englert (Universidad Libre de Bruselas) recibió el Premio Nobel de Física en 2013. Ilya Prigogine (Universidad Libre de Bruselas) recibió el Premio Nobel de Química in 1977. Dos matemáticos belgas han recibido la medalla Fields: Pierre Deligne en 1978 y Jean Bourgain en 1994.
Marc van Montagu (Universidad de Gante) descubrió el mecanismo de transferencia genética entre la bacteria Agrobacterium y ciertas plantas, que resultó en el desarrollo de métodos para convertir Agrobacterium en un sistema eficaz para crear plantas transgénicas. Van Montagu recibió el World Food Price, similar al Premio Nobel en el ámbito de la agricultura, en 2013.
Según el Índice mundial de innovación, a cargo de la Organización Mundial de la Propiedad Intelectual, en su versión 2022, Bélgica se ubicó en lugar 26 en innovación entre 132 países del mundo;mientras que en 2023, escaló hasta el lugar 23, para luego bajar al lugar 24 en el 2024.

## Cultura

### Arquitectura

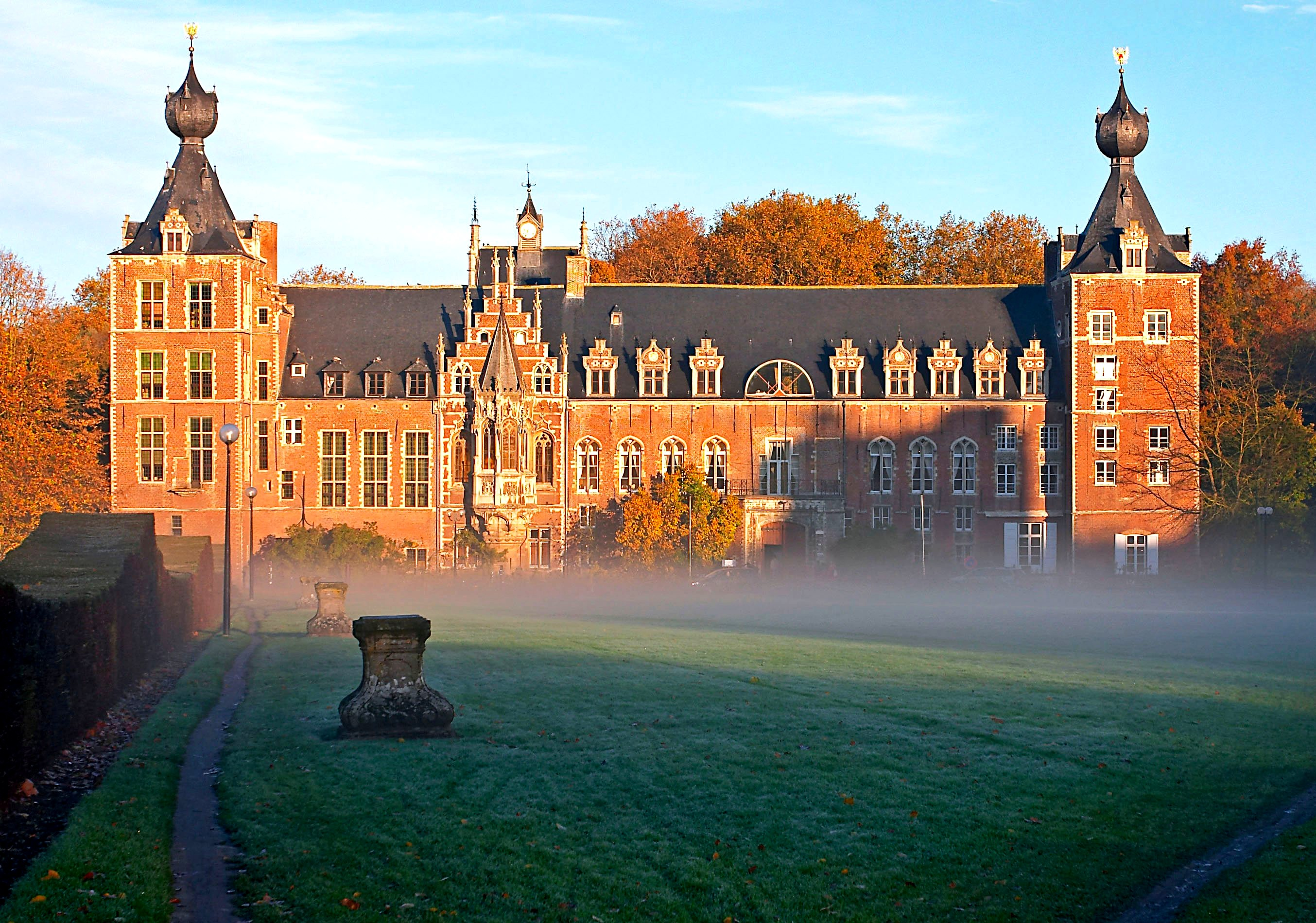
Castillo de Arenberg en Flandes, Bélgica.

En los Países Bajos, incluida Bélgica, el estilo renacentista no tuvo que imponerse y se asimiló con bastante rapidez, formando inicialmente un estilo híbrido, dando lugar a edificios de diseño gótico y decoración antigua, pero conservando el frontón escalonado, un símbolo local. El estilo renacentista procedente de Italia se adaptó fácilmente a las tradiciones arquitectónicas locales, ya que el palacio construido para Margarita de Austria en Malinas en 1517 marcó el inicio de la arquitectura renacentista en el territorio que luego se convirtió en Bélgica. Se puede observar que el frontón escalonado sigue estando de moda y que el alzado liso del palacio demuestra la persistencia de unas tradiciones arquitectónicas demasiado arraigadas para ser abandonadas tan rápidamente.
A partir de la década de 1530, también se construyeron casas privadas y gremiales en este nuevo estilo, como la Casa de los Barqueros (1531) en Gante y la Casa del Salmón (1530-1534) en Malinas. Estas casas no sufrieron grandes cambios, ya que siguieron apilando sus vanos dentro de un frontón escalonado, pero su decoración se adecuó al Renacimiento.
Sin embargo, no hay ninguna gran iglesia renacentista en Bélgica, y la gente prefiere conservar la estructura gótica a la que se ha añadido una capilla, una sacristía y un portal italianizante, porque el crucero acanalado y el arco apuntado siguen en uso. En el interior de las iglesias, la influencia italiana se deja sentir más en los monumentos como los altares, las rejas, los confesionarios, la sillería y las tumbas
El estilo renacentista pudo despegar aún más cuando Pierre Coecke tradujo al flamenco las Reglas de Arquitectura de Serlio en 1539. Sin embargo, son pocos los edificios construidos al puro estilo italiano, las tradiciones decorativas y constructivas locales siguen vivas y apenas podemos citar el hotel del Cardenal de Granvelle construido en Bruselas en 1550 por Sébastien van Noyen como ejemplo de palacio fiel a los cánones italianos del Renacimiento.
El ayuntamiento de Amberes, construido en 1561 por Corneille de Vriendt, es una obra única en la transición de un estilo renacentista aún sujeto a las tradiciones locales a la aceptación de un estilo clásico mucho más cercano al de los palacios romanos. Sin embargo, este trabajo sigue siendo una experiencia personal y aislada, y pronto las viejas fórmulas volvieron a imponerse. Fue en la decoración donde más avanzó el Renacimiento italiano, con la aparición en las fachadas de arabescos compuestos por volutas, amores, medallones en boga desde 1530 hasta 1550, luego guirnaldas de frutas y grotescos desde 1550 hasta el final del siglo. Esta decoración esculpida, interpretación flamenca de modelos italianos, es algo gruesa y pesada, pero es dinámica y original, y a menudo estos ornamentos adquieren una importancia inesperada en la composición de las fachadas.

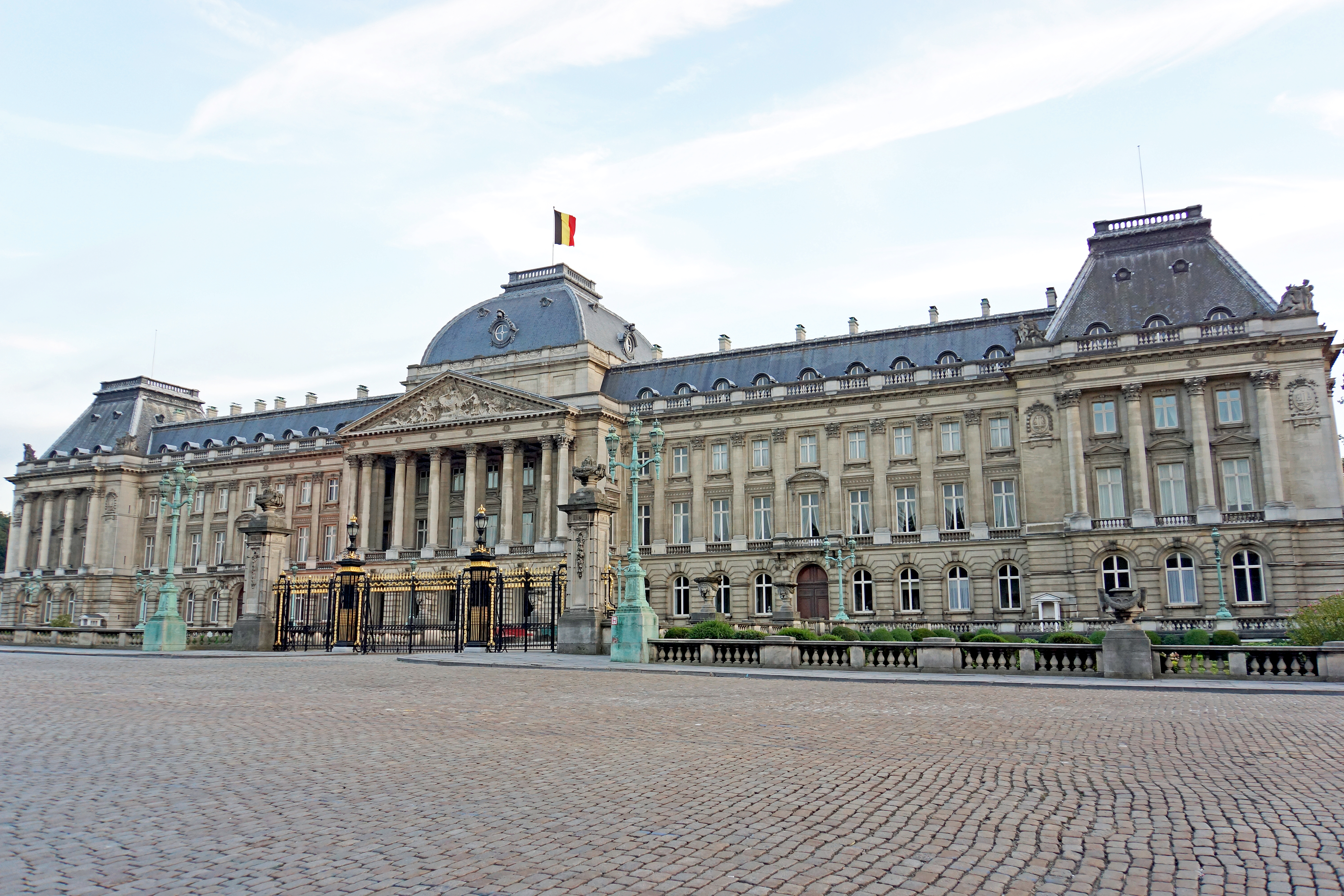
Palacio Real en Bruselas, Bélgica

### Arte
Desde la Edad Media, la región que hoy es Bélgica ha sido la cuna de grandes movimientos artísticos que han tenido una influencia muy importante en el arte europeo. El arte mosano, la pintura flamenca (término que engloba a toda Bélgica), la pintura renacentista y barroca, la arquitectura románica, gótica, renacentista, barroca y art nouveau, así como la música clásica del Renacimiento, son elementos importantes de la historia del arte.
El género de los primitivos flamencos, al que se atribuyen algunas de las obras más importantes de la historia del arte, apareció en Brujas en el siglo XV y posteriormente adquirió gran importancia en otras grandes ciudades belgas.
La pintura barroca flamenca surgió y se desarrolló en Amberes y se convirtió en una verdadera industria gracias a su popularidad entre la nobleza europea del siglo XVII.
Los surrealistas están ampliamente representados en Bélgica con artistas como René Magritte y James Ensor, incluso se dice que el surrealismo es el alma belga.
Bélgica también ha dado pintores famosos en diversas épocas como René Magritte, Rubens, Brueghel, Van Dijck, Paul Delvaux, James Ensor, Félicien Rops o Léon Spilliaert.
Bélgica es conocida por su contribución al cómic, que es una forma de arte por derecho propio.
El portal BALaT del Instituto Real del Patrimonio Artístico ofrece acceso a setecientas mil imágenes de arte belga, de las cuales seiscientas cincuenta mil están disponibles para su descarga gratuita.

### Literatura
Entre los escritores belgas se puede destacar a Maurice Maeterlinck (Premio Nobel de Literatura en 1911), que escribió en francés, así como Émile Verhaeren, Jean Ray, Georges Simenon, Marguerite Yourcenar y Amélie Nothomb. Entre los escritores en neerlandés el propio Jean Ray, Louis Paul Boon, o Hugo Claus.

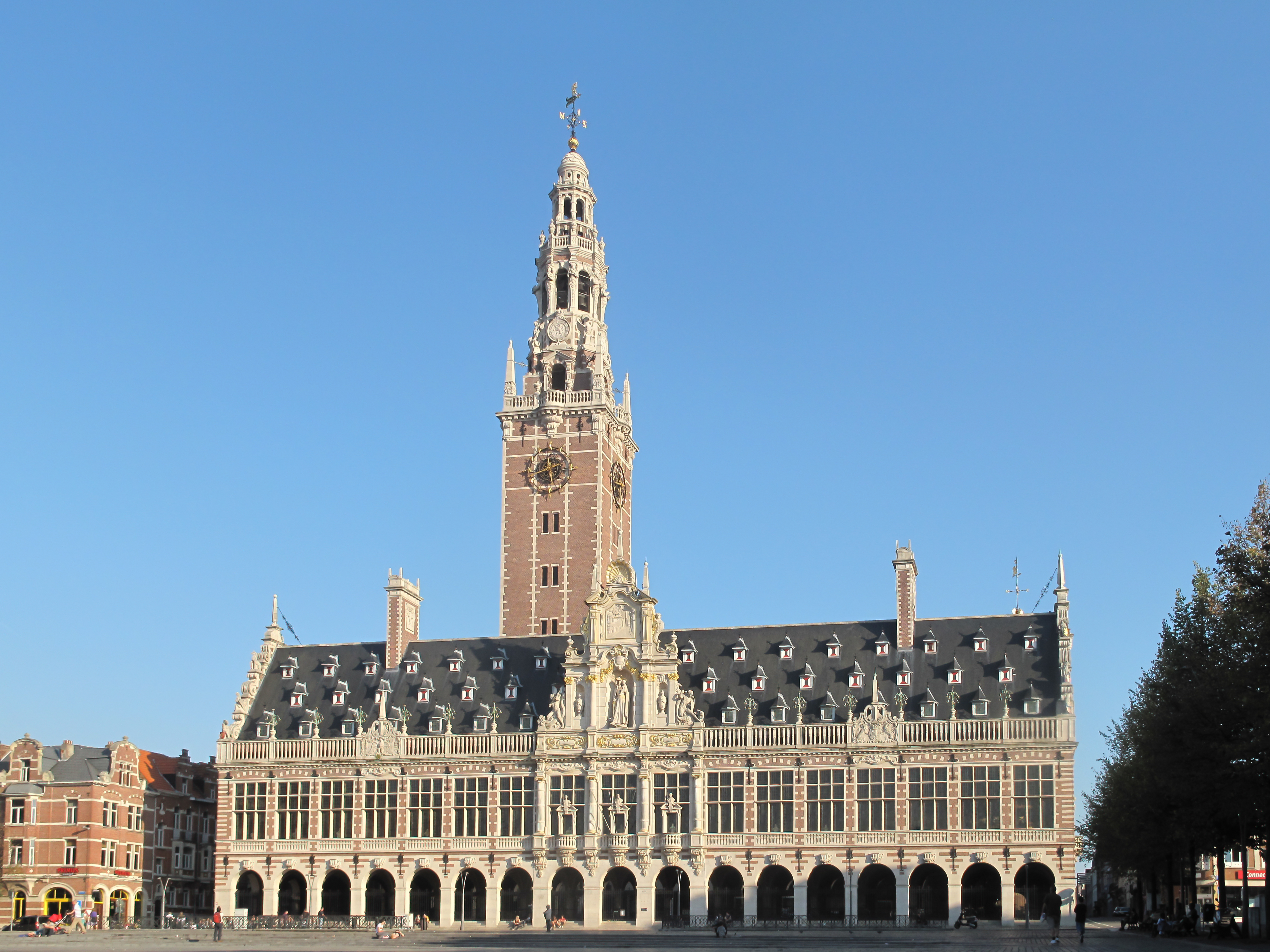
Biblioteca de la Universidad católica de Lovaina

Bélgica es un país bicultural, por lo que no existe una «literatura belga» que reúna a todos los autores flamencos y valones. Los escritores belgas forman parte y participan en la literatura francesa o en la neerlandesa o incluso en la alemana (en los cantones del este). Por otro lado, dado que Bélgica no existía antes de 1830, el término «escritores belgas» se refiere a los escritores de habla francesa, neerlandesa o alemana que viven o han vivido en el actual territorio belga.
Los escritores flamencos son muy leídos en los Países Bajos; los escritores belgas francófonos son muy leídos en Francia. Pero es muy raro que una obra en neerlandés penetre en el ámbito cultural francófono, y los autores belgas francófonos suelen mirar a París más que a sus vecinos del norte.
Existe una literatura regional, especialmente en Valonia.
En el siglo XVI, la mayor parte de la Bélgica actual se volvió francófona en los círculos aristocráticos y en las esferas de poder. Sin embargo, el flamenco, o más bien el neerlandés, se mantuvo en el sistema jurídico y en la legislación. La literatura ya no alcanzó el nivel de los siglos anteriores, en gran parte debido a la emigración de una gran élite a las Provincias Unidas de Holanda durante las Guerras de Religión.
La lengua del pueblo inculto siguió siendo esencialmente dialectal (flamenco occidental, oriental, brabante y limburgués en el norte, valón y picardía en el sur, con algunos matices.
La corte borgoñona, luego la española y sobre todo la austriaca de los Habsburgo, eran francófonas. Este fenómeno de afrancesamiento se acentuó aún más durante el periodo francés, que terminó en 1815
A partir de finales del siglo XIX, la literatura belga francófona despega con grandes nombres como Camille Lemonnier, Georges Rodenbach, Émile Verhaeren o Maurice Maeterlinck.
La literatura flamenca se trata de obras escritas en neerlandés en el contexto belga. Desde principios de la Edad Media, en el territorio que se convirtió en Bélgica en 1830 ha florecido una abundante literatura flamenca o en lengua neerlandesa de gran calidad (hay que tener en cuenta que en Bélgica la palabra flamenca se utiliza a menudo para referirse a la lengua neerlandesa, lo que se considera un abuso del lenguaje)
La literatura belga en lengua neerlandesa es la literatura belga de los escritores que hablan neerlandés. Desde su nacimiento en 1830, la educación en Bélgica se basa totalmente en el francés. Aunque había una escuela primaria en la que se aprendía en flamenco, los cursos superiores solo podían impartirse en francés, aunque los flamencos eran mayoría. Esta situación provocó la guerra de las lenguas en Bélgica y explica que la literatura belga neerlandófona sea menos abundante que la francófona. De hecho, hasta el siglo XX, al menos en el contexto belga (desde 1830), el neerlandés siguió siendo una lengua popular (o más bien, un conjunto de dialectos) descuidada por la élite flamenca, que a menudo se expresaba en francés.
Por ello, muchos escritores flamencos hablaban francés, como Maeterlinck, Émile Verhaeren y Marie Gevers. Otros, sin embargo, conservaron su lengua materna para sus obras, como Guido Gezelle, Félix Timmermans y Marnix Gijsen. Otros cambian de una lengua a otra. El más famoso de ellos cambió su seudónimo y su idioma, firmando sus obras escritas en francés como «Jean Ray» y las escritas en neerlandés como «John Flanders».

#### Historietas
Bélgica y su capital Bruselas es el centro de producción más importantes de Europa en cuanto a la producción de historietas se refiere. Comanche, Lucky Luke, Los Pitufos, Tintín (Kuifje en neerlandés), Spirou y Fantasio, Aquiles Talón o Casacas Azules son algunas de las series más conocidas del cómic belga.

### Medios de comunicación
La emisión de los sellos belgas y los servicios postales en Bélgica están a cargo de bpost. El primer sello se emitió en 1849.
Las emisoras públicas de habla neerlandesa y francesa tienen su sede en Bruselas, en el mismo complejo de Reyerslaan. Para el público de habla neerlandesa, esta la VRT: Vlaamse Radio en Televisie. Para los francófonos esta la Radio-Télévision belge de la Communauté française (RTBF). Además, hay cadenas de televisión comerciales como VTM y Play4 en la parte flamenca y RTL en la parte francesa. Cada una de las emisoras públicas emite diferentes programas de radio y se enfrenta cada vez más a la competencia de las emisoras privadas. Además, hay reconocidas emisoras de radio gratuitas. Se regulan por comunidad lingüística, lo que causa problemas en Bruselas porque algunos programas de FM de un grupo lingüístico están desplazando a los del otro grupo lingüístico con más poder.
Hay decenas de periódicos y revistas en los tres idiomas. Hay diez periódicos flamencos, de los cuales el de mayor tirada es Het Laatste Nieuws. Hay 18 periódicos francófonos, de los cuales el más conocido es Le Soir de Bruselas. Para la comunidad germanófona está Grenz-Echo.

### Cine
A partir de 1797, Étienne Robertson, un científico y artista, presentó la linterna mágica, llamada «Fantascope». Con este aparato que permite a las sombras proyectadas cambiar de forma gracias a embriones de movimiento, presenta fantasmagorías que hacen sensación.

Los hermanos Dardenne son un ejemplo de los muchos cineastas belgas actuales.

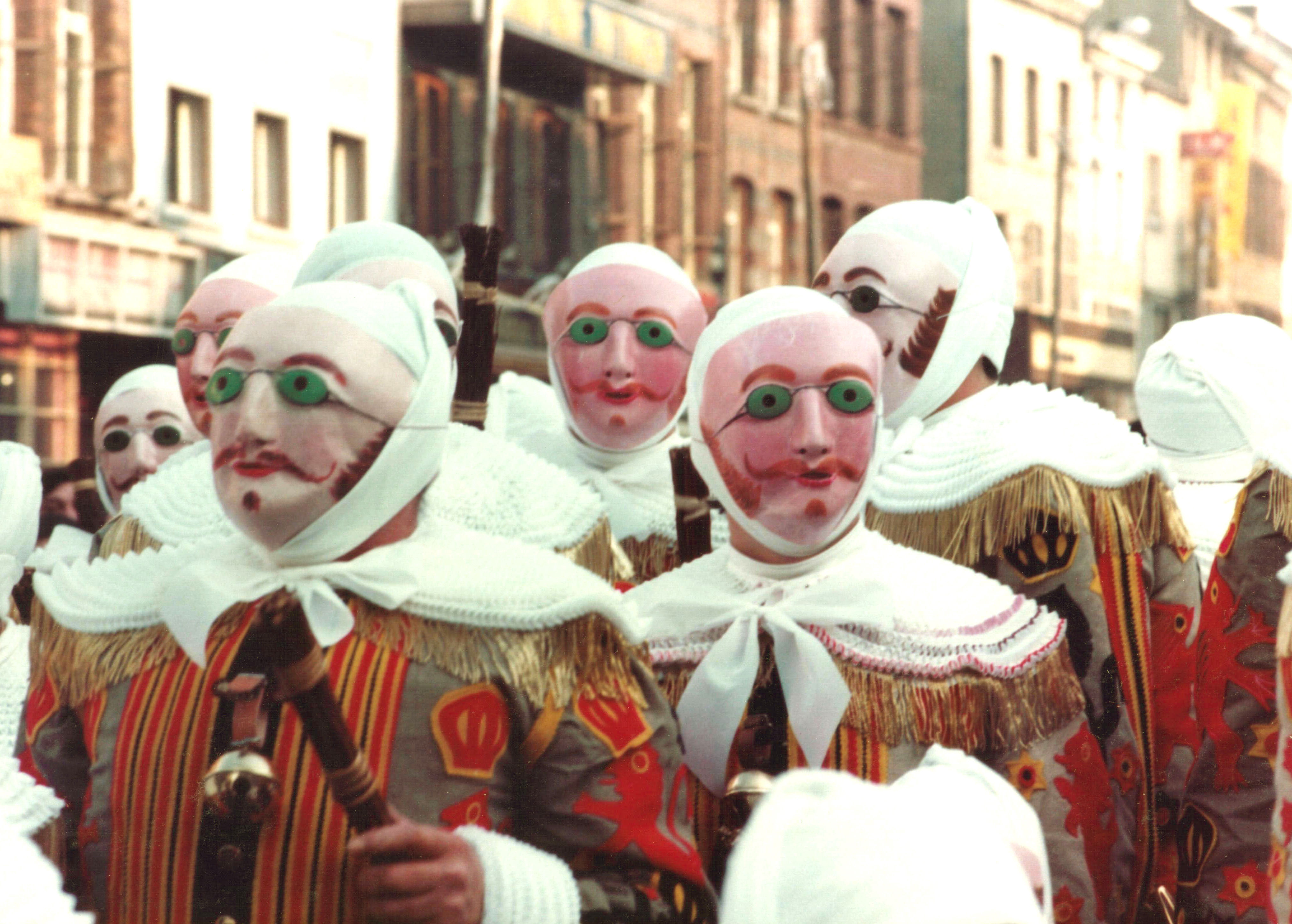
Gilles durante el Carnaval de Binche.

### Fiestas
Una de las más famosas fiestas tradicionales es el Carnaval de Binche, cerca de Mons, celebrado antes de la Cuaresma. Durante el carnaval, la diversión y el baile son conducidos por «gilles», hombres vestidos con sombreros altos,emplumados y brillantes trajes.

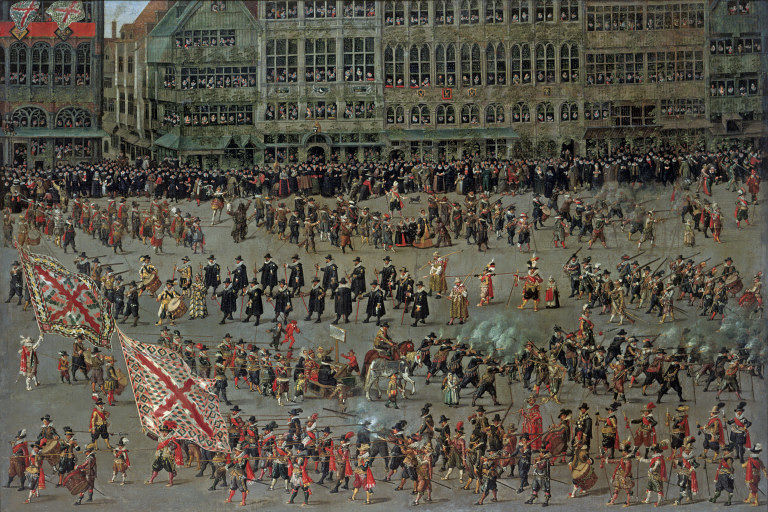
El Ommegang de Bruselas de 1615, pintado por Denis van Alsloot.

Otra manifestación tradicional es el Ommegang de Bruselas, que es el recuerdo de la recepción a Carlos I a su llegada (Joyeuse Entrée) a Bruselas desde España como emperador en 1549, que se conmemora cada año.
Otro espectáculo famoso es la procesión de la Sagrada Sangre, celebrada en Brujas en mayo.
El 6 de diciembre se celebra el día de San Nicolás, una tradición orientada a los niños, en donde se acostumbra que San Nicolás traiga dulces y algunas veces regalos a los niños que se hayan portado bien durante el año. Es parecido a lo que en otros países es Santa Claus o la llegada de los Reyes Magos (Epifanía).
Tomorrowland es un festival de música electrónica celebrado anualmente en la pequeña ciudad de Boom. Está organizado por ID&T y Entertainment and Media Enterprise. La primera edición del festival se celebró el 14 de agosto de 2005. Se calcula que anualmente asisten doscientas diez mil personas de setenta y cinco nacionalidades distintas. El festival tiene lugar en la ciudad de Boom, a dieciséis kilómetros al sur de Amberes, treinta y dos kilómetros al norte de Bruselas.
Tomorrowland se ha convertido en el festival de música electrónica más importante del mundo.

### Gastronomía

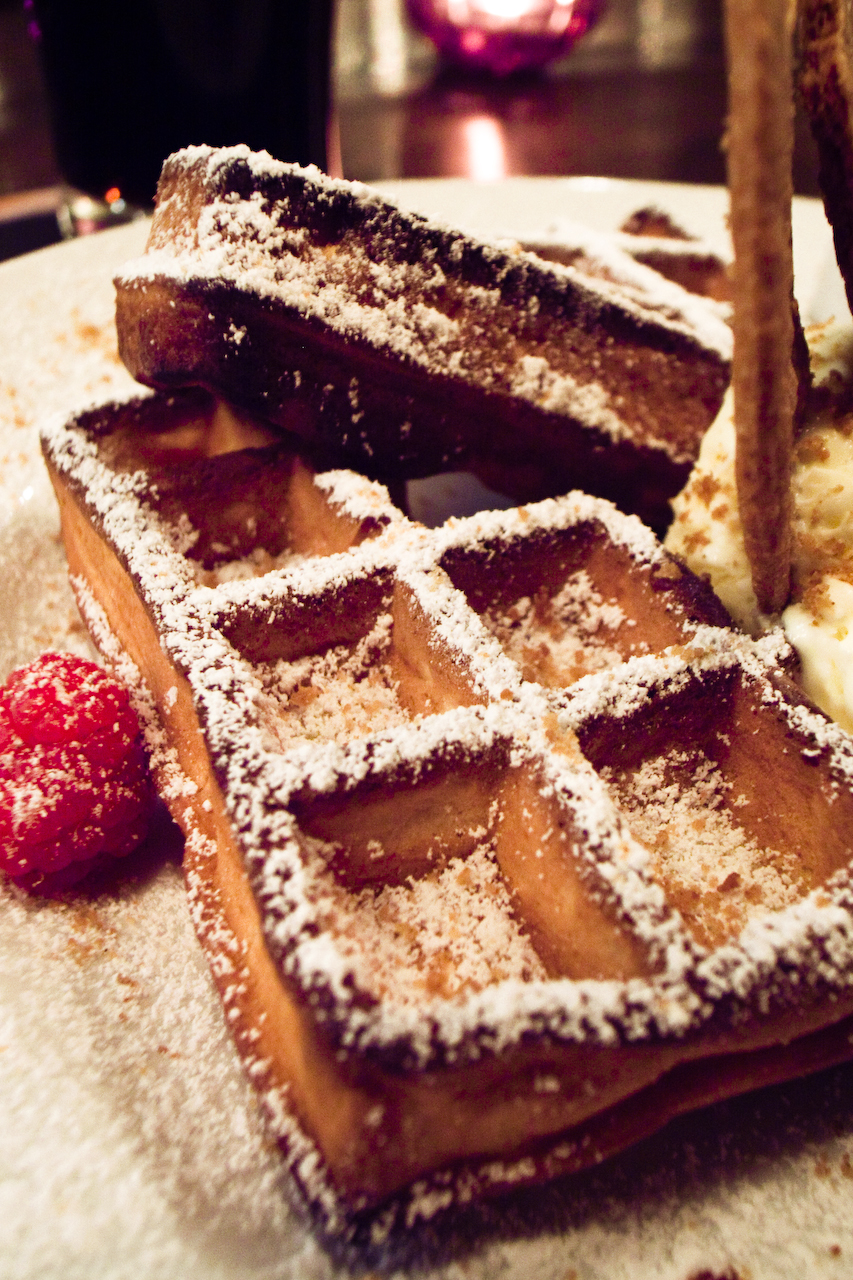
Gofre belga.

Existen cientos de diferentes tipos de cerveza, siendo su producción considerada por muchos como un arte. Las más conocidas son las trapenses (hay seis oficiales: Achel, Chimay, Orval, Rochefort, Westmalle y Westvleteren), cervezas lambic (Kriek) y reconocidas cervezas artesanales por su alta calidad como «La Chouffe», «La Binchoise» o «Dolle Brouwers». Lo mismo ocurre con los chocolates, los más conocidos son: Godiva, Neuhaus, Cornet, Côte d'Or, Leonidas...
La gastronomía belga está muy influenciada por la cocina francesa. La cocina belga está entre las mejores de Europa: ha reinterpretado las tradiciones gastronómicas de la vecina Francia de una manera original, adaptándolas a los productos típicos de su propio territorio. La cocina belga posee características regionales que le dan una gran variedad de recetas e ingredientes. Muestras de la cocina belga son el chocolate, la cerveza, las patatas fritas, los gofres, las carnes (con razas desarrolladas en el país como la bleu blanc belge en bovino, o la Pietrain en porcino) o las coles de Bruselas.
También se dice a menudo de los belgas que es una nación de Gourmands en vez de Gourmets que se puede traducir que prefieren la «gran cocina» en vez de la fine cuisine. En realidad esto se traduce en que es una cocina de «grandes porciones» y de gran calidad. La palabra en francés Gourmandise proviene originariamente de ‘glotón’, pero ha sido interpretada con otro significado en Francia (el término todavía es usado hoy en día, aunque con tintes un poco arcaicos). Es un dicho que en Bélgica se sirve la cantidad de comida de Alemania y la calidad de Francia.

## Deporte
Los deportes más populares en Bélgica son el ciclismo, el fútbol, el tenis y el automovilismo.

### Ciclismo
El ciclismo en este país goza (junto con otros países de la zona) de una gran popularidad, siendo el ciclo-cross (una modalidad de este) el deporte más visto y practicado por los belgas. La mayoría de carreras de ciclismo en ruta profesional están celebradas en este país, sobre todo en las regiones de Flandes y Ardenas. La primera, cuenta con una gran red de pavé, un tipo de firme adoquinado muy característico, que además suele deparar mucho espectáculo. La falta de este país de montaña se compensa con los «muros» o cotas, unos tramos de carretera o adoquín bastante cortos, pero con altos porcentajes que hacen difícil su paso y también son muy habituales en las clásicas de estas zonas. En Bélgica se celebran dos de los cinco «monumentos» ciclistas de la temporada:
- El Tour de Flandes: Celebrado el primer domingo de abril, con final en la localidad de Oudenaarde, es característico por combinar los dos elementos característicos del ciclismo belga: los muros y los Pavés. Su recorrido suele oscilar los 250 km, y sus cotas a subir, unas veinte.

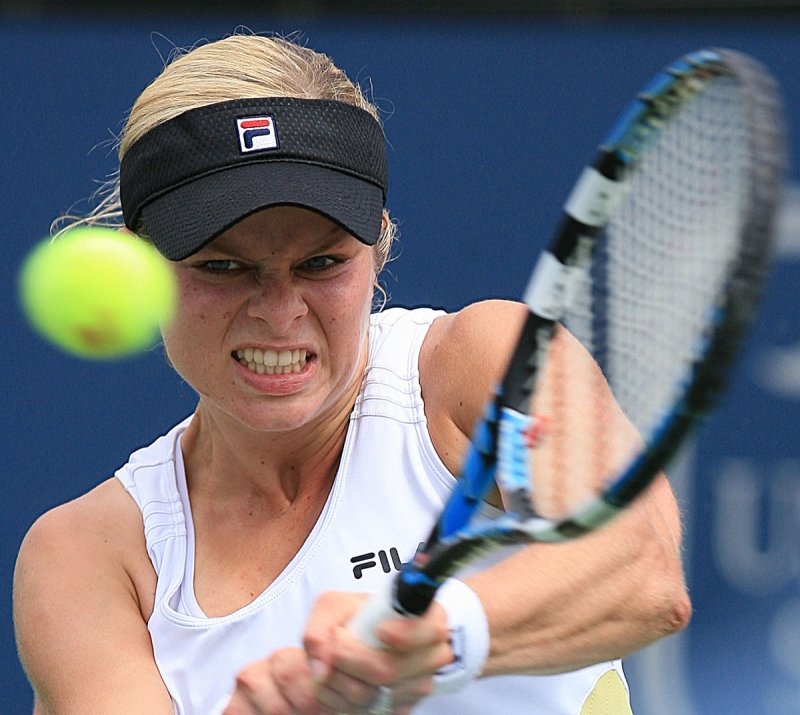
Kim Clijsters fue elegida mejor tenista de la WTA en 2005 y 2010.

- Kim Clijsters fue elegida mejor tenista de la WTA en 2005 y 2010.La Lieja-Bastoña-Lieja: Como su propio nombre indica, sale de la localidad de Lieja, cruzando Bastoña, para regresar a los alrededores de la salida, en una localidad cercana llamada Ans. Esta carrera está apodada como «La Decana», por su antigüedad. Su longitud suele rondar los 260 km, recorrido que los ciclistas completan en unas seis horas, el último domingo de abril.

Además de estas importantes carreras, Bélgica cuenta con gran cantidad de carreras (la mayoría clásicas, como la Omloop Het Nieuwsblad o la Flecha Valona. En algunas ocasiones también ha sido salida del Tour de Francia, o transitada por ella, como en 2015, en la que una etapa finalizaba, en el Muro de Huy. Bélgica es también una cuna de buenos ciclistas, la mayoría especializados carreras de pavés, como el allí

### Otros deportes
En el fútbol, el R.S.C. Anderlecht y el Club Brujas son considerados los dos clubes con más popularidad dentro del país. El R.S.C. Anderlecht, junto al RKV Malinas, son los únicos clubes nacionales con títulos internacionales (dos Recopas Europeas, dos Supercopas Europeas y una Copa UEFA por parte del R.S.C. Anderlecht; y una Recopa y Supercopa Europea del RKV Malinas); mientras que el Club Brujas es el único club que logró llegar a una final de la Copa de Europa, aunque no llegó a ganarla.
La selección de fútbol es una de las más importantes a nivel continental en la actualidad, logrando un tercer lugar de la Eurocopa en 1972 y un subcampeonato en 1980, además de ocupar el tercer lugar en el Mundial en 2018, siendo su mejor participación en la historia de la cita orbital. En los Juegos Olímpicos, ganó el bronce en París (año 1896) y el oro en su propio país, en 1920.

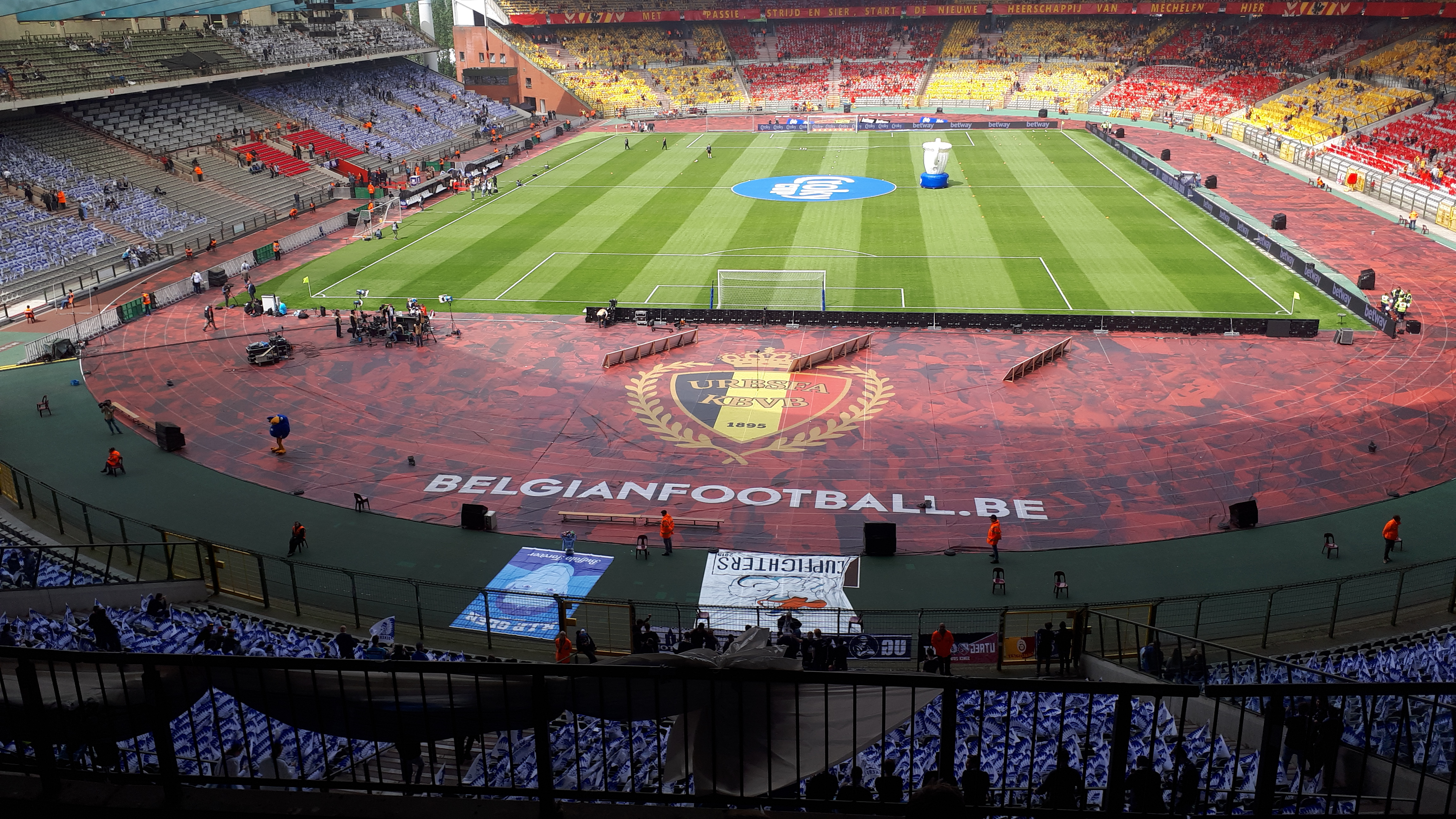
Estadio Rey Balduino en Bruselas

Por el lado del tenis, Kim Clijsters y Justine Henin son las dos tenistas que han alcanzado el número 1 de la clasificación mundial. Henin ganó siete torneos de Grand Slam y la medalla de oro en los Juegos Olímpicos de Atenas 2004, en tanto que Clijsters fue campeona de tres ediciones del Abierto de los Estados Unidos y una del Abierto de Australia. Ellas también lideraron el equipo de Fed Cup de Bélgica que ganó en 2001.
El circuito de Spa-Francorchamps es uno de los más prestigiosos del automovilismo mundial. Allí se han disputado el Gran Premio de Bélgica de Fórmula 1, el Gran Premio de Bélgica del Campeonato Mundial de Motociclismo, los 1000 km de Spa-Francorchamps del Campeonato Mundial de Resistencia, y las 24 Horas de Spa del Campeonato Europeo de Turismos, Campeonato Mundial de Turismos y Campeonato FIA GT. En circuitos se han destacado los pilotos Olivier Gendebien, Paul Frère, Jacky Ickx, Thierry Boutsen y Eric van de Poele, y en rally Bruno Thiry, Freddy Loix y François Duval.